# Bremer Schulwesen

Exklaven und Enklaven von Stadt und Land Bremen und Stadt Bremerhaven

Das allgemeine Bremer Schulwesen entwickelte sich seit dem Mittelalter von den Kirchschulen und den Lateinschulen zu einem dreigliederigen Schulsystem am Ende des 19. Jahrhunderts und schließlich zu einem zweigliedrigen Schulsystem mit Grundschule, sowie Oberschule und Gymnasium seit 2010.

## Geschichte

### Vor 1800

#### Mittelalter
Im Mittelalter waren für die Bildung die Klosterschulen zuständig. In Bremen bestand wahrscheinlich nur eine Domschule für die Ausbildung der künftigen Priester. Darüber hinaus wurde in den Kirchspielen von den Pfarrern Unterricht erteilt. Die Dominikaner hielten im 15. Jahrhundert im St. Katharinen-Kloster lateinische Vorlesungen.

#### Allgemeine Schulen
Als Folge der Reformation wurden die Klöster in Bremen aufgelöst. Die evangelische Kirchenordnung sah 1534 Gemeindeschulen in den Kirchspielen vor, die den Pfarrern unterstellt waren. In Bremen gab es die vier Pfarrsprengel (Kirchspiele) Liebfrauen, Stephani, Ansgarii und Martini. Der Unterricht wurde von Zucht- und Lehrmeistern erteilt und beschränkte sich auf Lesen, Schreiben, gelegentlich Rechnen und Singen sowie auf Religion. Die Oberschichten hielten sich zuweilen Hauslehrer.
Die Remberti-Schule wurde 1596 im Kirchspiel von St. Remberti gegründet und bestand bis 1970. Ihr letztes Gebäude wurde 1852 am Fedelhören errichtet.

#### Lateinschulen

Das frühere Katharinenkloster war Sitz der Lateinschule an der Sögestraße, nach Aufstockung von 1855 der Bürgerschule, ab 1868 bezeichnet als Realschule in der Altstadt ab 1937 als Mittelschule; Gebäude 1944 zerstört

##### Reformierte Lateinschule

Das ehemalige lutherische Athenäum (lateinische Domschule), dann Gelehrtenschule bis 1858

1528 erfolgte die Gründung der reformierten Freien Lateinschule – frey Schole, Schola Bremensis oder auch Gelehrtenschule genannt. Sie befand sich im ehemaligen Katharinenklosters. Alte Sprachen wie Lateinisch, Griechisch und Hebräisch standen im Vordergrund.
1562 öffnete sich diese Schule auch für die Sprösslinge der „gemeinen Bürgersleute“.
1584 gliederte sich die Schule in eine publica classis und eine Oberstufenklasse. Ein akademischer Oberbau entstand als Mischform aus höherer Schule und Hochschule.
Paedagogeum und Gymnasium illustre
1610 erfolgte die Umgliederung zu einem Paedagogeum – eine sechsklassigen Basisschule – und dem Gymnasium illustre als akademischer Zweig.

##### Lutherische Lateinschule
1642 wurde das lutherische die Lateinische Domschule am Bremer Dom vom Erzbischof und dem Domkapitel gegründet als Konkurrenzschule zum reformierten Paedagogeum. Die Schule befand sich im Kapitelhaus an der Domsheide. Rektor und Subrektor mussten zusätzlich auch im Domgottesdienst wirken. Erster Rektor war der Hamburger Magister Hülsemann. Musikunterricht erteilte der Kantor. 1648 wurde das Herzogtum Bremen und so auch die Schule schwedisch, blieb deshalb lutherisch und unterstand dem Kirchenkonsistorium. Sechs Lehrer – nun vom Kirchdienst befreit – unterrichteten um die 80 Schüler. 1681 wurde in der Schule als das Athenaeum als Abteilung für Studenten, auch als Konkurrenzanstalt zum reformierten Paedagogeum, angegliedert. Das Athenaeum war die akademische, weiterführende Oberstufe der Lateinschule. Die Studierenden erhielten Vorlesungen vom Rektor, Konrektor und Subrektor. Die Bibliothek war bedeutsam, die Schülerzahl gering. 1718 wurde das Herzogtum Bremen und die Schule hannoveranisch. 89 Schüler besuchten die Schule zu diesem Zeitpunkt. Das Athenaeum war die akademische, weiterführende Oberstufe der Lateinschule.
Nach dem Reichsdeputationshauptschluss von 1803 ging die Einrichtung an die Freie Hansestadt Bremen. Das Athenaeum wurde zu einem Lyceum und 170 Schüler besuchten die Einrichtung. 1817 ging das Athenaeum in der Hauptschule auf.

### 19. Jahrhundert
Das Bildungswesen war um 1800 in Bremen nur sehr gering ausgebaut. In Bremen hatte die erste Bürgerschule nur kurze Zeit Bestand. Das höhere Schulwesen wurde 1817 reformiert. Privatschulen prägten das allgemeine („niedere“) Schulsystem und die ersten Veränderungen bei den Kirchspiel-, Vor-, Elementar- und den Landschulen sowie bei den Klippschulen.
Das Bildungswesen für Mädchen sollte bis 1916 eine Angelegenheit von Privatschulen bleiben.
Die Entwicklungen im Einzelnen:

#### Schulaufsicht – Scholarch
Bis in das 19. Jahrhundert bestand das Schulwesen aus kirchlichen und privaten Schulen und unterstand weitgehend der Aufsicht der Kirchen. Nur über das höhere Schulwesen, dem Gymnasium und später auch die Hauptschule, bestand eine staatliche Schulaufsicht durch das Scholarchat mit zwei Scholarchen (Schuloberhaupt), davon ein Bürgermeister und ein Ratsherr, bzw. Senator. Am Anfang des 19. Jahrhunderts weitete sich das Scholarchat aus, bestehend aus einem Bürgermeister und acht Senatoren. Seit 1852 gab es neben dem Scholarchat eine Schuldeputation mit einem zuständigen Senator, zehn Bürgerschaftsmitgliedern und drei Lehrern. Weiterhin gab es einen Schulrat aus Vertretern der städtischen Kirchspiele. Seit 1885 wurde das Scholarchat zur Senatskommission für das Schulwesen, die in der Schuldeputation mitwirkte.
Erst ab der Mitte des 19. Jahrhunderts verstärkte sich der staatliche Einfluss mit der Einführung der Schulpflicht (1844), ersten Bürgerschule (1855) und der ersten Volksschule (1862). Für die „niederen“ Schulen nahm die Schulaufsicht eine staatliche Inspektion bestehend aus einem Bürgermeister und acht Senatoren war; für jeden Schuldistrikt war ein Senator als Schulpfleger zuständig.

#### Kirchspiel- und Elementarschulen
1824 gab es in Bremen acht Kirchspielschulen im städtischen Bereich. Weiterhin gab es zahlreiche private Elementarschulen – eine Form der Volksschulen –, die nach eine Verordnung von 1822/23 als „niedere Schulen“ galten. 1843 bestanden in Wohnhäusern 39 solcher Schulen in Bremen, davon in der Altstadt 17, in der Neustadt 9 und in der Vorstadt 13. Einen Taler musste monatlich für jeden Schüler gezahlt werden. 1823 wurde die Schulpflege in fünf Distrikte eingeteilt: westliche und östliche Altstadt, Neustadt, Rembertivorstadt und Michaelisvorstadt.
Sonder- oder Hilfsschulen wurden seit 1827 für Schwachbegabte, Gehörlose und Schwerhörige eingerichtet.

#### Bürgerschule
Die Pastoren Johann Ludwig Ewald und Johann Caspar Häfeli schrieben 1798 das Werk Vorstellung an Bremens patriotische und edelgesinnte Bürger die Errichtung einer Bürgerschule betreffend. Dadurch entwickelten sich am Anfang des 19. Jahrhunderts eine neue private Schule für Knaben als Zwischenstufe von den Kirchspielschulen und den Gelehrtenschulen. Kenntnisse für das praktische (reale) Leben wurden vermittelt für kaufmännische und gewerbliche Berufe. Unterrichtet wurde in zwei Klassen in einem angemieteten Lokal in den Fächern Grammatik und Orthographie, Religion, Geschichte Geographie, Naturkunde, Philosophie, Geometrie, Zeichnen und Gesang. Die Schule bestand nur drei Jahre.
Der Reformpädagoge Jakob Blendermann wirkte in seinen ersten Jahren an der Bürgerschule.

#### Hauptschule

Der Eschenhof am Domshof; ehemalige Kurie des Domdechanten, seit 1817 Hauptschule

Das alte Schulgebäude an der Dechanatstraße, erbaut 1875 (1875).

1802 bildete sich die Handelsschule als Bildungsgrundlage für die Kaufmannsberufe.
Nach der Bremer Franzosenzeit musste das höhere Schulwesen für Knaben neu gestaltet werden. Die Oberstufe des Gymnasiums soll am Ende des 18. Jahrhunderts erloschen sein. Senator Johann Smidt war seit 1816 dabei die treibende Kraft und eine Deputation entwickelte die Strukturänderungen. 1817 wurden dabei Paedagogeum und Lyceum zusammengefasst und neu gegliedert als Allgemeine Gelehrten-, Handlungs- und Vorschule.
1817 entstand die neue, dreigliederige Hauptschule bestehend aus der
- Vorschule für Knaben vom 8. bis zum 14. Lebensjahr befand sich im Eschenhof (ein Gebäude der Domdechanei an der Domsheide). Sie wurde 1886 aus dem Verbund ausgegliedert und eine Realschule,
- Handelsschule als Folgeschule mit Unterricht in Sprachen, Literatur und Realien, die sich im Eschenhof befand; Daraus wurde später die Oberrealschule,
- Gelehrtenschule, welche die Voraussetzung für das Universitätsstudium schuf und 1857 als Gymnasium und dann als Altes Gymnasium bezeichnet wurde und sich bis 1857 im Kapitelhaus am Bremer Dom, dann auch im Eschenhof befand.

Für den Übergang zum Gymnasium, zur Handelsschule oder den Realschulen gab es sowohl um 1813 (Privatschule Blendermann) wie um 1840 private, vorbereitende Schulen.
1872/73 erhielt die Hauptschule nach Plänen von Alexander Schröder einen spätklassizistischen Neubau an der Dechanatstraße.
1886 wurde aus dem Verbund der Hauptschule die Vorschule ausgegliedert und teilweise den beiden anderen Schulen (Handelsschule und Gymnasium) angegliedert. Die Vorbereitung für die Oberstufe wurde den privaten Schulen überlassen.
Die Handelsschule wandelte sich 1893 zur Oberrealschule.

#### Freischulen, Volksschulen
1844 erfolgte die Einführung der allgemeinen Schulpflicht in Bremen.
Freischulen: Von 1848 bis 1850 richtete Bremen acht schulgeldfreie Freischulen ein, die Vorstufe der Volksschulen. Es wurden Jungen und Mädchen unterrichtet in getrennten Schulen. Viele weitere Freischulen entstanden. Fünf Kirchspiele unterhielten nach einem Vertrag von 1855 jeweils eine Schule und 1866 alle nunmehr acht Kirchspiele im Stadtbereich.
Volksschule: 1848 bestanden 25 private Landschulen, für die der Staat Zuschüsse gewährte. Die bremischen Landgemeinden unterhielten Kirchspielschule mit Nebenschulen. Nach den jeweiligen Eingemeindungen der bremischen Landgemeinden wurden daraus städtische Volksschulen. Die erst staatliche Volksschule entstand 1862 am Neustadtswall; weitere kamen hinzu.
Die Winkelschulen, in Norddeutschland Klippschulen genannt, als behördlich nicht anerkannte, privat organisierte Schulen, verschwanden.
Das Volksschulwesen wurde im Zuge der Stadterweiterung bis zum Ersten Weltkrieg ausgebaut. Einige vorhandene Schulen wurden ausgebaut und zwischen 1892 und 1914 entstanden 25 neue Schulen, davon zwei Hilfsschulen für lernbehinderte Kinder.
Weitere private und kirchliche Schulen wurden verstaatlicht, unter anderem die Ansgarischule (1895), die Liebfrauenschule (1901) und die St. Paulischule (1909).

##### Lehe, Geestemünde, Wulsdorf
Die späteren Stadtteile Lehe, Geestemünde und Wulsdorf gehörten bis 1945 zur preußischen Provinz Hannover. Im 19. Jahrhundert wurden die Kinder noch in den Küsterschulen unterrichtet. Das älteste erhaltene Schulgebäude in diesen Gemeinden sind die Alt-Leher Schule von 1801/1861/1866 und die Altwulsdorfer Schule von 1866. Mit dem Schulaufsichtsgesetz von 1872 durch das der preussische Kultusministerium wurde im Kulturkampf die kirchliche Schulinspektion im Königreich Preußen aufgehoben und alle Schulen der staatlichen Aufsicht unterstellt. Mit dem Schulunterhaltungsgesetz in Preußen von 1908 übernahmen die politischen Gemeinden diese Art von Schulen von der Kirche.

#### Bürger- oder Realschule
1854/55 entstand eine neue, staatliche höhere Bürgerschule, ähnlich der von 1798, mit Schulleiter Heinrich Graefe. Die Schule hatte 270 Knaben in sieben Klassen, die im Katharinenkloster untergebracht waren. 1868 wurde sie entsprechen dem preußischen Schulsystem eine Realschule (Realschule 2. Ordnung), bezeichnet als Realschule in der Altstadt. Direktor blieb Graefe, ihm folgte 1868 der Botaniker Franz Buchenau.
1898/99 wurde auch die bis dahin private Realschule von Christoffer Wessel Debbe, in die staatliche Realschule der Altstadt eingegliedert. Ab 1937 wurden die Realschulen in Bremen allgemein als Mittelschulen bezeichnet.

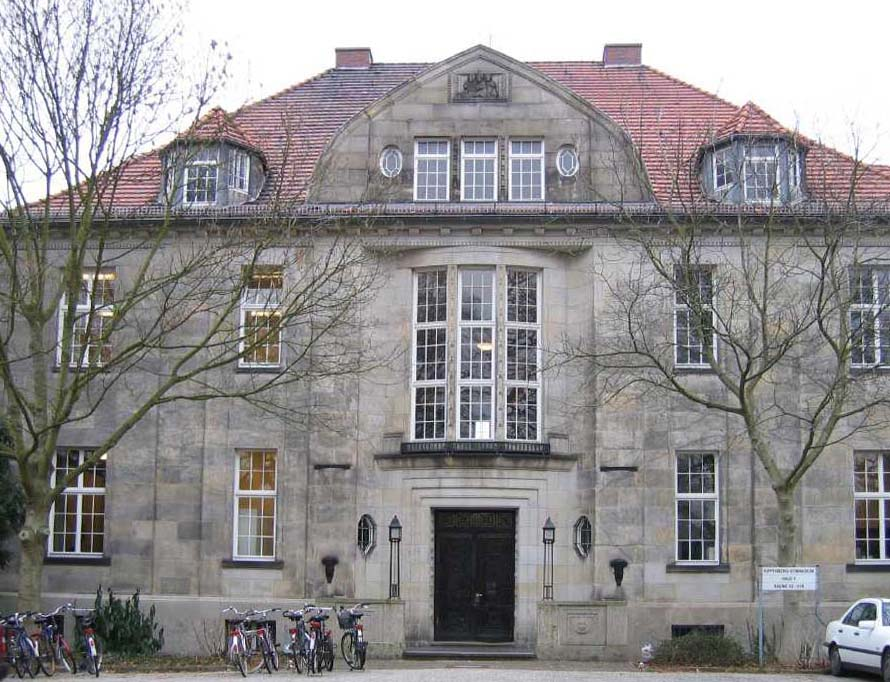
Kippenberg-Gymnasium: Vietor-Haus von August Abbehusen (1913)

#### Berufliche Bildungseinrichtungen
Die Geschichte der institutionalisierten gewerblichen Ausbildung in Bremen beginnt mit der privaten Zeichnenschule für Handwerker, die von Johann Ludwig Geitz eingerichtet wurde, dem in den Räumen des ehemaligen Lyzeums, einem städtischen Domanbau im Bereich der heutigen Glocke, ein geeigneter Raum angewiesen wurde. 1825 ging aus dieser Einrichtung die Sonntagszeichenschule für angehende Künstler und Handwerker hervor. Der Architekt Molthan wurde als Lehrer angestellt, Wilhelm Friedrich Bremer zum Leiter ernannt und auch Geitz blieb bis 1857 im Amt. In zwei Klassen wurden bis gegen Ende der 1850er Jahre 50 – 70 Lehrlinge kostenlos unterrichtet.
Auf Betreiben der Gewerbekammer wurde am 15. März 1855 im ehemaligen Katharinenkloster eine niedere Gewerbeschule mit zwei Klassen errichtet, scheiterte aber an mangelnder Beteiligung sowie am Widerstand von Senat und Bürgerschaft. 1863 führte die Zeichnenschule (sic!) ihre Tätigkeit im Gewerbehaus fort. Als Vorschule für diese wurde 1861 eine Knabenschule etabliert, beide wurden von dem Maler Wilhelm Steinhäuser geleitet. Der starke Zuspruch führte zu rascher Erweiterung. Schon 1871 gab es eine erste Fachklasse für Lithografen, Maler, Bildhauer und Ziseleure. 1873 entstand die Technische Anstalt für Gewerbetreibende, aus ihrer Vorbildersammlung kunsthandwerklicher Erzeugnisse entwickelte ihr Direktor August Töpfer später das Gewerbe-Museum (1884), das dann 1924 mit dem Focke-Museum fusionierte.
Zusätzlich wurde neben der Gewerblichen Zeichenschule Steinhäusers im Gewerbehaus 1886 eine Gewerbliche Fortbildungsschule für Lehrlinge und Gesellen des Handwerkerstandes unter Leitung von Friedrich Entholt in der Großenstrasse eingerichtet. 1903 bekam sie ein neues Gebäude an der Weserbahn.
Schon seit Ende der 1870er Jahre hatte die Gewerbekammer vom Senat dringlich den obligatorischen Besuch der Fortbildungsschule gefordert. Doch erst im 20. Jahrhundert wurde diese Form der Schulpflicht realisiert. Wohl angeregt durch einen gutachterlichen Schulbericht, in dem Franz Koop, seit 1904 Direktor der drei genannten gewerblichen Schulen, eine fachlich gegliederte Pflichtschule forderte, verabschiedete man am 30. Dezember 1908 ein Gesetz, nach dem für alle männlichen, gewerblichen Arbeiter drei Jahre lang bis zum 18. Lebensjahr die Pflicht zum Besuch der Gewerblichen Fortbildungsschule bestand. Die Gewerbeschule an der Weserbahn musste deshalb 1910 erheblich erweitert werden. Einige Innungen (Friseure, Konditoren) führten noch ihre Fachschulen für eine kürzere Zeit weiter. Schon zu Anfang des 20. Jahrhunderts wurde das System der beruflichen und gewerblichen Bildung stark aufgefächert und berücksichtigte zunehmend auch kaufmännische Zweige.

#### Höhere Mädchen- oder Töchterschulen

##### Bremen
Graefe gründete 1858 eine Vorbereitungsschule und eine Höhere Töchterschule (höhere steht für höhere Schule), die sein Kasseler Freund Johann August Martin Janson dann ab 1860 leitete. Bis 1922 wurden dann verschiedene private Höhere Töchterschule oder Höhere Mädchenschulen gegründet, die auch als Lyzeum bezeichnet wurden und deren Unterricht über den der Elementarschule und Volksschulen hinausging. 1878, nach dem Tod ihres Vaters, übernahm Ida Janson die Leitung der Töchter-Bürgerschule ihres Vaters, die seit 1865 in der Wilhadistraße einen Neubau erhalten hatte.
Angeschlossen war dieser Schule ein Lehrerinnenseminar mit Mathilde Lammers als Vorsteherin.
Das Kippenberg-Gymnasium wurde 1859 von August Kippenberg (1830–1889) zuerst als privates Lehrerinnenseminar gegründet, 1868 zur Lehranstalt für erwachsene Töchter und Lehrerinnenseminar erweitert, 1872 dann Höhere Töchterschule und bald die größte private höhere Mädchenschule Deutschlands. 1922 wurde die Schule staatlich.
1971 endete mit der Koedukation die Form der reinen Mädchenschule. Die Schule ist heute ein Gymnasium.

##### Bremerhaven
1855 entstanden durch Lehrer die Privatschule mit höheren Elementarunterricht von Backhaus und 1858 die Höhere Privatschule von Peix. Der Pfarramtskandidat Dreyer gründet 1865 eine Schule, die die vielleicht Vorläufer des Progymnasiums von 1878 war.

Schülerinnen des Geestemünder Lyzeums 1919

Geestemünder Lyzeum: 1858 richtete Frau Backhaus die Höhere Privatschule für Mädchen in einem Wohngebäude Ecke Köper-/Marktstraße (später Verdener Straße) ein, die Vorgängerin des Städtischen Lyzeums in Geestemünde ist. Ab 1863 leitete Herr Ordemann diese Schule und 1880, nach seinem Tod, seine Frau als Schulvorsteherin. 1898 wurde diese Ordemannsche Privat-Töchterschule zur Städtischen Höheren Mädchenschule mit nunmehr 90 Schülerinnen. Direktor war nun Dr. Stephan und Frau Ordemann verblieb als Lehrerin. 1903 erhielt die Schule einen nicht erhaltenen drei- bis viergeschossigen Neubau im Stil der Neugotik an der damaligen Bahnhofsstraße (heute Klußmannstraße 10/11). Bemerkenswert waren die drei hochaufragenden Schaugiebel. In der Nachbarschaft stand seit 1914 das kriegszerstörte Geestemünder Rathaus. Das Lyzeum unterrichtete nun 290 Schülerinnen. 1910 wurde dem Lyzeum mit zehn Klassen ein Oberlyzeum als Lehrerinnenseminar angegliedert. Dazu kam deshalb zeitweise eine Übungsschule an der Schulstraße 7. 1923 wurde aus dem Lyzeum die Deutsche Oberschule. 1926 konnten erstmals Mädchen an dieser Schule ihr Abitur erhalten. 1942 erfolgte die Zusammenlegung mit dem Bremerhavener Städtischen Lyzeum mit der Oberreal-Studienanstalt. Auf dem Grundstück des 1944 zerbombten Schulgebäudes steht heute die Gorch-Fock-Grundschule.

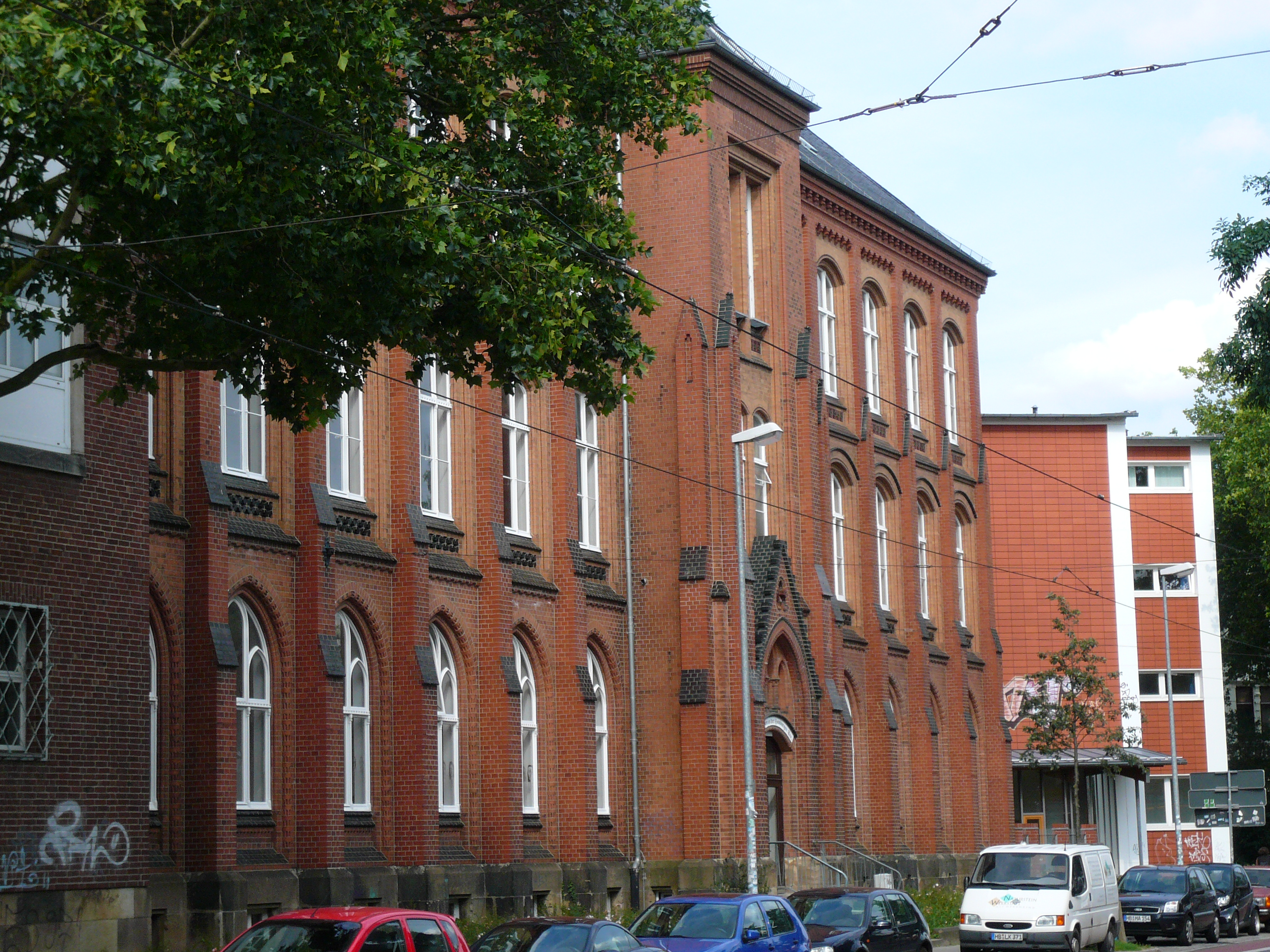
Schule an der Hamburger Straße (1897)

#### Lehrerseminare

##### Bremen
An der Domschule entstand 1810 ein erstes Lehrerseminar zur Ausbildung von Schülern zu Hilfslehrern. 1821 übernahm die Stadt das Seminar und stellte einen Klassenraum in der Hauptschule bereit. Die Seminaristen erhielten einen zweijährigen Seminarunterricht und waren bereits im Schuldienst praktisch tätig. Der liberale Reformpädagoge Johann Gottlob Wilhelm Steckel leitete das Seminar bis zu seinem Tod im Jahr 1846. Danach stagnierte das Seminar. Erst ab 1858, unter Leitung von August Lüben, fand der weitere Ausbau des Lehrerseminars statt. Lüben gilt als einer der bedeutenden Reformer der Pädagogie für die Volksschule im 19. Jahrhundert. 
Anfang 1858 konnte diese Einrichtung im Haus Contrescarpe 147 unter Leitung von August Lüben mit zwei weiteren Pädagogen einen deutlichen Aufschwung erleben. 1860 zog das Seminar in die Kreftingstraße 1 um. 1897 entstand in der Hamburger Straße ein Neubau für das Seminar, das von 1896 bis 1918 der autoritäre Seminardirektor Dr. Otto Uhlhorn leitete. 1926 wurde das Lehrerseminar an diesem Standort aufgegeben und es entwickelte sich am Standort Gymnasium an der Hamburger Straße zunächst ab 1922 eine Aufbauschule (mit Abitur), 1952 die Oberschule, dann ein Gymnasium, ein Oberstufenzentrum und ein Schulzentrum der Sekundarstufe I. und ab 2002/03 ein Gymnasium.

##### Bremerhaven
Das Geestemünder Lyzeum von 1898 war seit 1910 als Oberlyzeum auch Lehrerinnenseminar, zeitweise mit einer Übungsschule an der Schulstraße 7.

#### Reformen
Von 1876 bis 1885 wurden die Reformen für das höhere Schulwesen erneut diskutiert. Ab 1885 übernahm die Senatskommission für das Schulwesen die Regie und Aufsicht und war für alle Anstellungen von Lehrern zuständig.
1889 wurde gesetzlich geregelt, dass alle „bürgerlichen“ Landgemeinden in ihrem Bezirk Schulen, unter Oberaufsicht der Senatskommission, vertreten durch die Behörde für das Landschulwesen, unterhalten mussten.
1892/93 erfolgte die Einführung der fachmännischen Schulaufsicht durch den Schulrat für die höheren Schulen und durch den Schulinspekteur für das Volksschulwesen, dem konservativen Johann August Köppe, der eine „strenge Lernschule“ anstrebte.

##### Bremischer Lehrerverein
Der Bremische Lehrerverein gründete sich 1884 als Opposition gegen den Inspekteur und der Großen Konferenz der Schulbehörde. Der Verein war für die pädagogische Freiheiten und für moderne Methoden des Unterrichts. 1884 hatte der Verein 29 Mitglieder, 1887 waren es schon 223 und 1910 gar 693 Mitglieder. In den Sektionen Pädagogik, Gesang, Wirtschaft und Naturwissenschaften fand die Meinungsfindung statt. 1905 gewannen die entschiedenen Reformer die Oberhand und die SPD hatte im Verein entscheidenden Einfluss. Die Behörde ging 1909/10 gegen verschiedene Mitglieder vor.

### 20. Jahrhundert bis 1945
Das dreigliederige Schulsystem etablierte sich und bestand in Bremen bis 2010 aus Volksschulen, Realschulen (Mittelschulen) und Gymnasien.

#### Reformkräfte bis 1918
Der Widerstand gegen die strenge Lernschule wuchs; eine modernere „Pädagogik vom Kinde aus“ mit einem „lebensvollem Unterricht“ wurde gefordert. Junge Lehrer, vor allem aus der Sozialdemokratie, protestierten gegen den strengreglementieren Lehrplan von 1898, gegen Schulinspektor Köppe und gegen den Religionsunterricht. Fritz Gansberg, Heinrich Scharrelmann und Wilhelm Scharrelmann sollten die bedeutendsten Vertreter der Reformpädagogen werden. Gansberg wollte die schöpferischen Kräfte wecken, entfalten und erhalten durch einen vortragenden und darstellenden Unterricht. Seine Werke wurden überregional anerkannt. 1905/06 verschärfte sich der Konflikt zwischen Köppe und dem Bremischen Lehrerverein. 160 Lehrer unterschrieben eine von Wilhelm Holzmeier (SPD) verfasste öffentliche Resolution gegen Köppe. Der Senat erteilte vier Lehrern einen Verweis, aber auch Köppe resignierte und trat in den Ruhestand. Gegen Wilhelm Scharrelmann wurde 1905 ein Disziplinarverfahren eingeleitet und erst 1908 eingestellt.
Der Lehrerverein forderte 1907 einen großen Lehrerkonvent. Senat und Bürgerschaft führten 1909 einen deutlich kleineren Konvent aus Schulvorstehern und je einen Kollegienvertreter ein. Die SPD forderte 1907 ohne Erfolg die „Einheitsschule“. Der Senat lehnte 1901, 1908 und 1911 auch die seit 1889 von linksliberalen geforderte „unentgeltliche Volksschule“ ab.
Die Freischule, also die Schulgeldfreiheit für Arme blieb bestehen.
Der Lehrerverein wollte danach eine Politisierung des Vereins verhindern. 1909 wurde jedoch ein gemäßigter Vorstand abgewählt und 1910 radikalisierte sich der Lehrerverein. Erste Unruhen führten zu der Entlassung von Holzmeier (SPD). Diese Entlassung, ein öffentliches Geburtstagstelegramm von „sozialdemokratische Lehrern“ an August Bebel (SPD) und die Einleitung von Disziplinarverfahren gegen die vier Lehrer verstärkten die Unruhen. Scharrelmann verließ die öffentliche Schule. Zwar sprachen sich 450 bürgerliche Lehrer gegen die Radikalen aus, aber Massendemonstrationen für die angeklagten Lehrer. Die vier Lehrer mussten trotzdem die Schulen verlassen. Auch Emil Sonnemann (SPD), Schriftleiter bei dem schulpolitischen Kampfblatt Roland, wurde schließlich 1913 „wegen Agitation“ entlassen. Die Reformer waren so zunächst gescheitert.
Koedukation: Die Koedukation als gemeinsame Bildung von Jungen und Mädchen wurde von den Reformer gefordert. Die Schuldeputation lehnte 1907 diese Bestrebungen ab. Erst nach 1945 konnte sich die Zusammenführung von Jungen- und Mädchenschulen durchsetzen. „Einzelne weiterstrebende Mädchen und Frauen“ – so die Deputation – durften jedoch etwa ab 1900 auch die höheren Jungenschulen (Gymnasium) bis zum Abitur besuchen.
Schulbau nach 1900: Um die Jahrhundertwende entstanden neue Schulbauten; als Architekten waren Alexander Schröder, Heinrich Flügel, Ferdinand Köhler und Paul Kranz, Wilhelm Knop, Hugo Weber und Hans Ohnesorge bedeutsam.

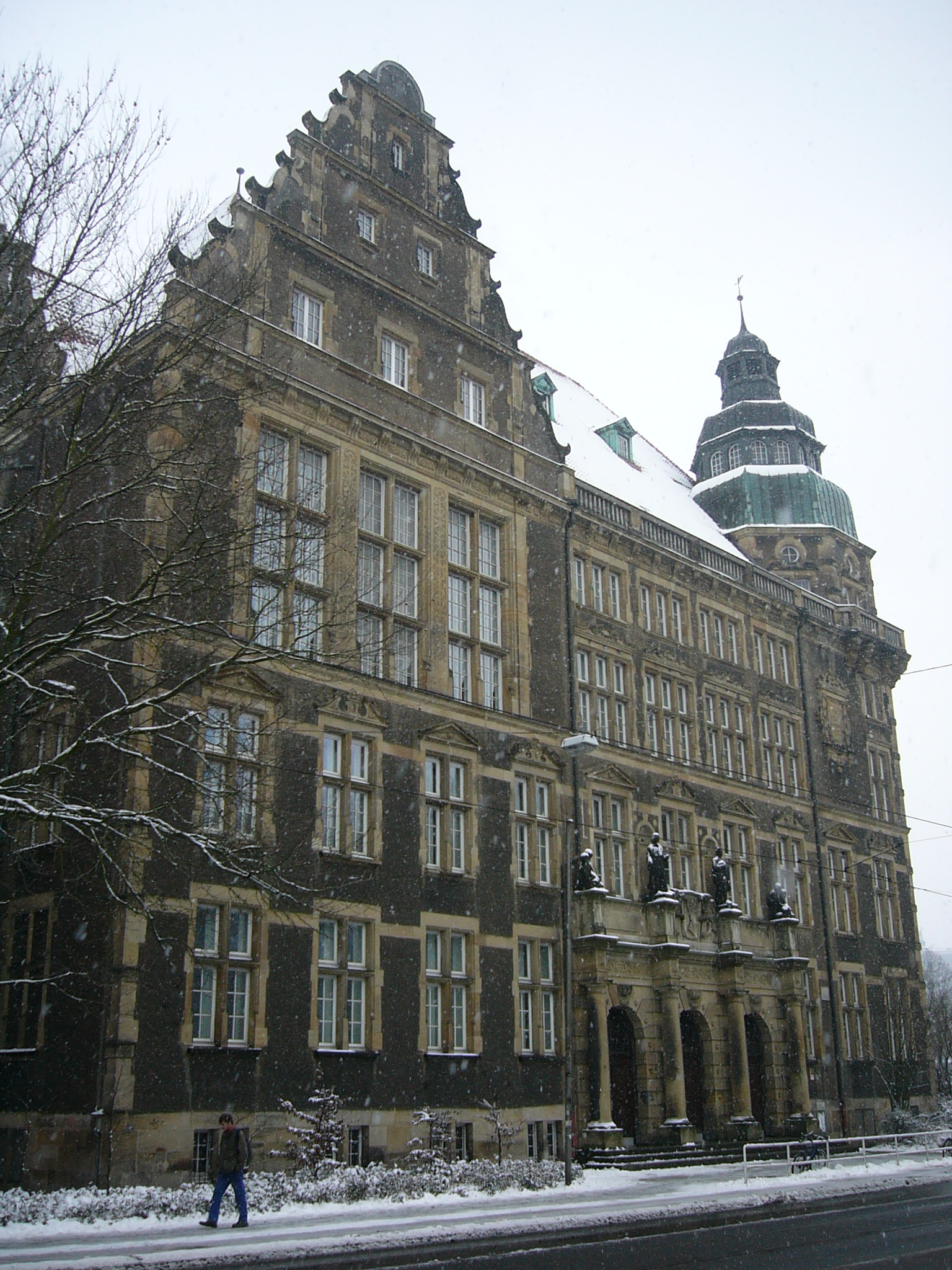
Das 1906 eröffnete Hermann-Böse-Gymnasium

#### Höhere Schulen
In Preußen wurde das System der höheren Schulen ab 1882/1892 differenziert in das altsprachliche, humanistische Gymnasium, das naturwissenschaftlichere Realgymnasium und die lateinlose Oberrealschule. Dieser Trend setzte sich auch in Bremen durch. 1893 wurde die Handelsschule zu einer Art Oberrealschule umgewandelt.
1905 wurde in Bremen aus der Hauptschule in der Dechanatstraße
- das humanistische Alte Gymnasium mit nun neun (statt zehn) Klassenstufen mit den Sprachen Latein und Griechisch
- die Oberrealschule (früher Handelsschule) mit den Sprachen Französisch und Englisch.

Als neue Höhere Schulen kamen in Bremen hinzu:
- Das Realgymnasium entstand 1905/06 an der Kaiser-Friedrich-Straße, heute Hermann-Böse-Straße und war ein Reformgymnasium mit Französisch als erster und Latein als zweiter und Englisch als dritter Fremdsprache.
- Das Neue Gymnasium von 1906 an der Parkallee (1939 Carl-Peters-Schule, 1945 Oberschule am Barkhof, dann Gymnasium am Barkhof) war ein Reformgymnasium, das als Knabenschule zunächst eine etwas neusprachliche Orientierung hatte mit Französisch, dem in der Untertertia Latein und in der Untersekunda Griechisch folgte. 1939 kam ein mathematisch/naturwissenschaftlicher Zweig hinzu. 1990 wurde die Schule aufgelöst.

Im Land Bremen bestanden und entstanden folgende gymnasialen Schulen:
- Das Realgymnasium Vegesack war entstanden aus der Alten Realschule, die 1874 eine Realschule erster Ordnung wurde, 1882 zum Realgymnasium aufstieg, 1894 wieder Realschule war und seit 1897 wieder Realgymnasium nach preußischem Muster wurde. 1938 wurde das Reformrealgymnasium in Vegesack In: Gerhard Rohlfs-Schule. umbenannt.[5] Später hieß die Schule Gerhard-Rohlfs-Gymnasium, bzw. Gerhard-Rohlfs-Oberschule, nach 1977 Schulzentrum Vegesack (mit Sek. I und II) und seit 1993/94 Gymnasium Vegesack.
- In Bremerhaven (heute Mitte) gab es seit 1880 die Realschule erster Ordnung, eine Art Realgymnasium, das 1882 zum humanistischen Gymnasium wurde.
- Im benachbarten Lehe bestand seit 1906 eine Oberrealschule, die spätere Lessingschule an der Hafenstraße.
- Im benachbarten Geestemünde bestand seit 1903/04 das Realgymnasium als Reformgymnasium mit der angegliederten, lateinlosen Realschule von 1885, die seit 1887 Englisch als erste Fremdsprache vorsah; erstmals an einer öffentlichen Schule in Deutschland. Die Schule befand sich 1889 in der Schulstraße. 1908 wurde ein Neubau am Hohenzollern-Ring (der späteren Friedrich-Ebert-Straße) gebaut. In den 1920er und 1930er Jahren wurden gymnasiale Bereiche und 1941 die Schule selbst aufgegeben. 1945 entstand hier ein Realgymnasium mit einem humanistischen Zweig, das 1950 den Namen Wilhelm-Raabe-Schule erhielt und bis 1977/78 Gymnasium war. Daraus wurde ein Schulzentrum der Sekundarstufe I.

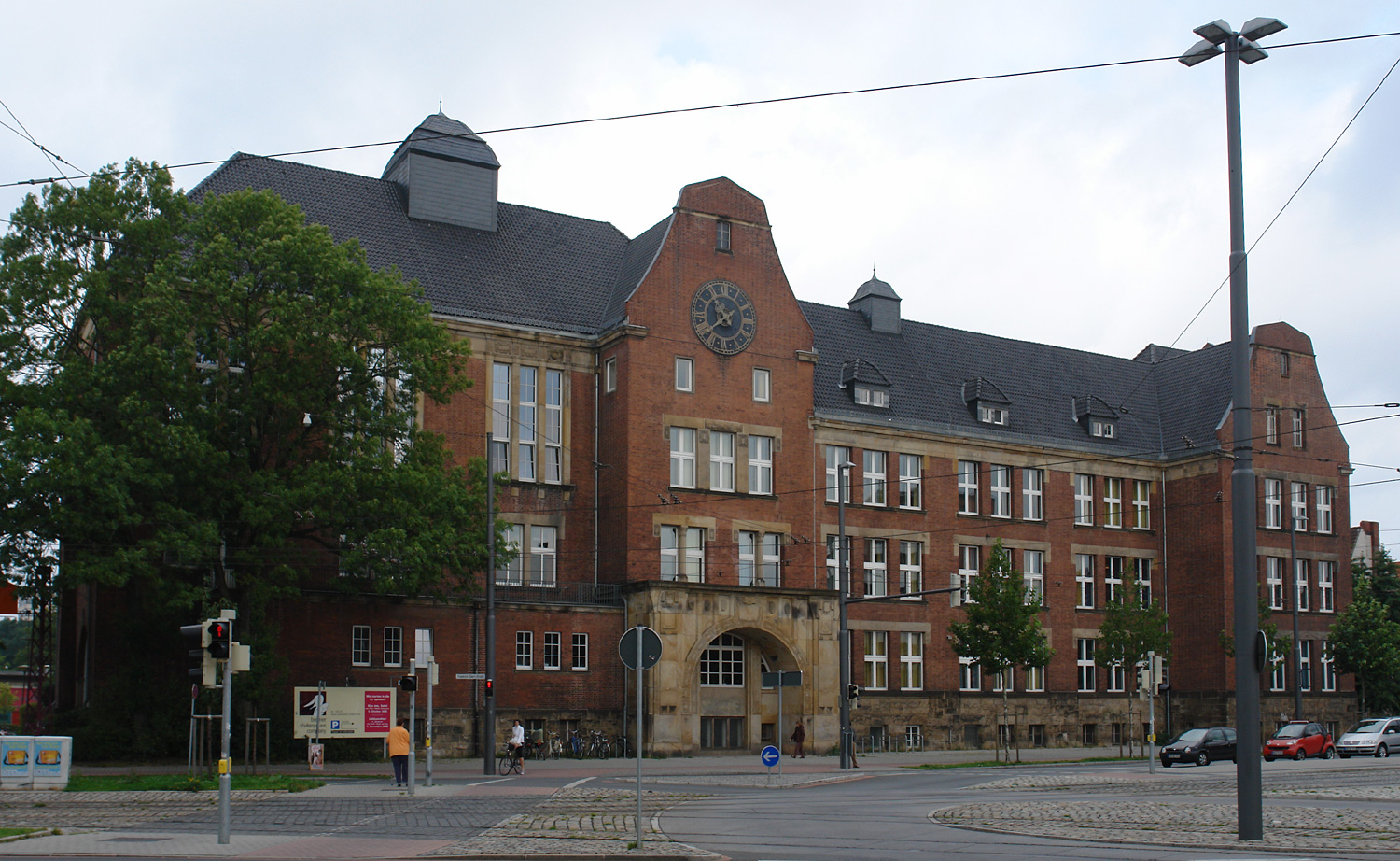
Schule am Leibnizplatz, Architekt Fritzsche (1909)

Als weitere Höhere Schulen entwickelten sich:
Die Schule am Leibnizplatz wurde 1909 noch als Realschule in der Neustadt an der Friedrich-Ebert-Straße gebaut.
Sie wurde 1926 schließlich Oberrealschule, 1945 als Oberschule bezeichnet, 1950 vereinigt mit dem Lyzeum an der Mainstraße, 1957 als Gymnasium bezeichnet, 1988 Schulzentrums der Sekundarstufe II der Neustadt, 1988/89 aufgelöst, 1991 als Schulzentrum am Leibnizplatz wieder eröffnet, 1994 zur Integrierten Stadtteilschule am Leibnizplatz  und 2010 zur Oberschule umgewandelt. Diese Veränderungen nur an einer Schule zeigen auch die vielen Reform- und auch Fehlentwicklungen in Bremen auf.

#### Lyzeum
Bereits 1901 wurde die 1865 in Vegesack privat gegründete Höhere Töchterschule staatlich als Städtische Höhere Mädchenschule Vegesack, später Städtisches Lyzeum Vegesack übernommen.
1902 bezog in Lehe die Höhere Privat-Mädchenschule von 1865, ab 1904 städtisch, ab 1906 Kaiserin-Auguste-Viktoria-Schule, ein neues Gebäude an der Ecke Luther-/Mühlenstraße (heute Stormstraße). Ab 1924 hieß das Lyzeum Staatliche Theodor-Storm-Schule Wesermünde. 1969 wurde das Gymnasium in das Schulzentrum Geschwister Scholl eingegliedert.
1914 gab es in Bremen weitere fünf anerkannte, private, staatlich subventionierte, höhere Mädchenschule mit 2500 Schülerinnen und zwar die Schulen von Bredenkamp, Janson, Kippenberg, Kriebisch und Vietor. Diese Schulen waren mit den preußischen Lyzeen vergleichbar. Weiterhin bestanden das Oberlyzeum (vergleichbar einer Oberrealschule oder Realgymnasium) von August Kippenberg, die höhere Mädchenschule von Marie Roselius, die Mädchenschule von Anna Waetge in der Neustadt und das von Anna Schomburg gegründete Lyzeum Schomburg, das auch einige Jungen aufgenommen hatte. Die Kippenberg-Oberrealschule wurde 1919 bis 1949 von zum Schluss Oberstudiendirektorin Mathilde Plate geleitet.
1897 hatte bereits der neue Verein zur Errichtung eines Mädchen-Gymnasiums mit seinen Aktivitäten begonnen. 1907 war die Schuldeputation zur Aufnahme von einzelnen Mädchen an die staatlichen höheren Schulen bereit. 1913 nahmen als erste Frauen Marie Böttner und Anna Vietor, als beratende Mitglieder an der Arbeit der Schuldeputation teil.
Der Elternbund forderte die Verstaatlichung der privaten Schulen. 1914 beschloss die Schuldeputation den Bau eines staatlichen Lyzeums. 1916 wurde dieses erste Städtische Lyzeum mit Studienanstalt an der Kleinen Helle mit einer Art Realschule und einer gymnasialen Oberstufe gegründet und von Schulrat Dr. Bohm kommissarisch geleitet (1950: A-, B- und D-Zweig; nach etwa 1954 nur D-Zweig, 1988 aufgelöst).
In den 1920er Jahren wurde die Höhere Mädchenschule in der Bremer Neustadt zum Lyzeum umgewandelt (1937 Oberschule). Die Schule wurde von 1924 bis 1945 von der Studiendirektorin (ab 1926) Emmy Grave geleitet.
Es bestand zudem in der Östlichen Vorstadt die Mädchenoberschule Karlstraße, die 1926 bis 1932 von der Studiendirektorin (ab 1926) Johanna Lürssen (1932/34 und 1945/50 Schulrätin für das Höhere Mädchenschulwesen) geführt wurde und von 1932 an von der Studiendirektorin Marie Quincke.
1928 kam das Lyzeum des Westens in Walle, an der Langen Reihe 81, als Realschule (1937 Oberschule) hinzu. Die Schule wurde von 1929 bis 1933 von der Studiendirektorin (ab 1929) Marie Quincke geleitet. Seit 1950 wurde dieses Gebäude für die neue Pädagogische Hochschule Bremen genutzt.

#### Realschulen
Die Bürgerschulen wurden auch in Bremen seit Ende des 19. Jahrhunderts als Realschulen bezeichnet und später auch bis 1965 als Mittelschule.
Es gab um 1900 in Bremen in der Altstadt die Realschulen in der Sögestraße und die beim Doventor.
1899 schloss die private Realschule von C.W. Debbe. Deshalb war die Neustadt unterversorgt. 1909 entstand hier eine staatliche Realschule (später Schule am Leibnizplatz, siehe oben).
1913 wurde zur Entlastung der Realschule am Doventor für Walle und Gröpelingen die Realschule am Waller Ring eröffnet.

#### Berufliche Fortbildung
Die berufliche Fortbildung war im 19. Jahrhundert noch eine Angelegenheit der jeweiligen Gewerbe und von Bildungsvereinen. Erste Fortbildungsschulen entstanden 1890 im Gewerbehaus Bremen mit der Gewerblichen Zeichenschule und in der Großenstraße mit der Gewerblichen Fortbildungsschule. Beide Schule wurden ausgebaut und in Fach- und Berufsabteilungen gegliedert. 1908/09 hatten diese Schulen ca. 2200 Schüler.
Ab 1902 entstand kontinuierlich ein Zentrum für gewerbliche Schulen an der Weserbahn.
In Vegesack gab es seit der Jahrhundertwende die Gewerbliche Fortbildungsschule, die 1901/02 rund 170 Schüler besuchten.
In Bremerhaven bestand die Städtische Maschinisten und Gewerbeschule mit ca. 360 Schülern.
1904 befürwortete die Schuldeputation und die Gewerbekammer Bremen die Pflicht der Lehrlinge zur Teilnahme an einer beruflichen Fortbildungsschule. Erst 1908 wurde dazu ein Gesetz beschlossen, wonach für alle männlichen, gewerblichen Arbeiter drei Jahre lang bis zum 18. Lebensjahr die Schulpflicht zum Besuch der Gewerblichen Fortbildungsschule bestand. Die Gewerbeschule an der Weserbahn musste deshalb 1910 erheblich erweitert werden. Einige Innungen (Friseure, Konditoren) führten noch ihre Fachschulen für eine kürzere Zeit weiter.
In Vegesack wurde ab 1909 der Pflichtbesuch angeordnet. Hier gab es bereits eine kaufmännische Abteilung.
In Bremerhaven entwickelte sich aus der Maschinisten- und Gewerbeschule die Städtische Fortbildungsschule.

#### Bremer Volkshochschule
Die erste Bremer Volkshochschule entstand 1919 durch einen Verein. Der Verein wurde 1935 durch die Nazis aufgelöst. Danach wurden die Aufgaben vom Kreisschulungsamt der NSDAP übernommen.

#### Frauenweiterbildung
Der Verein zur Erweiterung des weiblichen Arbeitsgebietes von 1867, seit 1895 Frauen-Erwerbs- und Ausbildungsverein in der Pelzerstraße, bot Fortbildungen für Mädchen und Frauen an; unter anderem seit 1867 für kaufmännische Berufe und zum Nähen, seit 1870 zur Kinderpflege, seit 1881 zur Krankenpflege und seit 1898 für Hauswirtschaftsbereiche. Die Frauenschule, unter der Leitung von Emilie Bendel, erweiterte das Angebot mit Fächern wie Volkswirtschaftslehre, Bürgerkunde, Englisch, Kunstgeschichte, Hauswirtschaft, Ernährungslehre, häusliche Buchführung oder Kochen, zur Vorbereitung einer Berufsausbildung. 1915 wurde die Schule zugunsten einer Frauendienstschule geschlossen.
1925 wurde die Berufsschulpflicht auf weibliche Lehrlinge ausgedehnt, 1934 von einem auf drei Jahre verlängert und auf die, nun gleichgeschaltet-staatliche Berufsschule für Hauswirtschaft bezogen.

#### Kaufmännische Fortbildung
Der kaufmännische Verein Union von 1801 bot schon im 19. Jahrhundert Kurse und Vorträge zur Fortbildung an. 1901 wurde durch die Union eine neue Handelsschule in einem Neubau an der Balgebrückstraße eröffnet mit Unterricht in Deutsch, Rechnen, Englisch, Buchführung und Geographie sowie für Fortgeschrittene in Französisch, Spanisch, Stenografie und Maschinenschreiben. 1907 wurde diese Handelsschule in eine Stiftung überführt.
Die konservative Handelskammer Bremen konnte mit Erfolg verhindern – auch 1908 bei der Einrichtung der Gewerblichen Fortbildungsschule – dass die kaufmännische Fortbildung zur Schulpflicht wurde. Die Ausbildung dieser Lehrlinge erfolgte auf freiwilliger Grundlage. 1911 forderte die Bürgerschaft die Einrichtung einer Fortbildungsschule für den Kleinhandel und 1912 wurde diese Pflichtschule eröffnet.

#### Hilfsschulen
Sonder- oder Hilfsschulen wurden durch die Kirchen seit 1827 für Schwachbegabte, Gehörlose und Schwerhörige eingerichtet. Von 1889 bis 1900 wurde das Haus Violenstraße 13 als Hilfsschule genutzt.

Die öffentlichen Hilfsschulen waren ab um 1911 der Beginn der besonderen Beschulung schwach begabter und entwicklungsgestörter Kinder in Bremen; damals eine zukunftsweisende reformpädagogische Einrichtung für Lern- und Sprachbehinderte. Zu diesen Einrichtungen zählten zuerst die Hilfsschule I (1913, Neustadt, Mainstraße), die Hilfsschule II (1911, Walle, Vegesacker Straße), die Schule an der Gothaer Straße (1914, Findorff), die Hilfsschule Hastedt (1907–1960er Jahre, im Zollhaus) und die Debbersche Schule als Hilfsschule (seit 1906–um 1913) an der Ansgariistraße.
In Bremerhaven gab es u. a. die Hilfsschule an der Uhlandstraße (heute Deichschule), um ab 1951 in der Pestalozzischule Bremerhaven und die Hilfsschule Humboldtschule II.
Die Bezeichnung Hilfsschule änderte sich nach dem Zweiten Weltkrieg in Sonderschule und dann in Förderzentrum. Heute (2018) findet in fast allen Bereichen im Rahmen der aktuellen schulpolitischen Entwicklung eine Inklusive Beschulung an den allgemeinen Schulen statt.
Der Reformpädagoge Wilhelm Scharrelmann unterrichtete von 1908 bis 1921 an der Hilfsschule Vegesacker Straße.

#### Vereine
Der Verein Vorwärts von 1846 erweiterte ständig sein Angebot zur Weiterbildung für unbescholtene Arbeiter.
Der Verein Lessing von 1891 war auch als Arbeiterbildungsverein gegründet und führte Kurse, Lesungen und Vorträge durch.

#### Lehrerseminar
1911 beschloss die Bürgerschaft die Einrichtung eines staatlichen Seminars mit einer Übungsschule. Provisorisch befand sich das Seminar in der ehemaligen Gewerblichen Zeichenschule an der Weserbahn. Die Leitung der Anstalt übernahm Karl Kippenberg. 1914 konnte das Gebäude an der Karlstraße bezogen werden.
In Geestemünde wurde 1907 ein Lehrerinnenseminar an die vorhandene Städtische Mädchenschule angeschlossen.

#### Handelsschule
Der Verein der Kaufleute, die Union von 1801, organisierte Ende des 19. Jahrhunderts Lehrgänge für angehende Kaufleute. 1907 entstand daraus die Handelsschule der Union an der Wachtstraße. 1929 erhielt diese Schule als freie kaufmännische Lehranstalt für den Großhandel eine staatliche Konzession für die Fortbildung und als Fachschule.
1942 wurde diese Handelsschule staatlich. Ihr Gebäude wurde 1944 zerbombt und der Unterricht erfolgte an verschiedenen Stellen.

#### Reformen seit 1919
Nach dem Ersten Weltkrieg führte eine liberalere Schulverwaltung die vom Lehrerverein geforderten Versuchsschulen ein. Es wurden die privaten Höheren Töchterschulen und die Kirchspielschulen verstaatlicht, die Vorschulen für die höheren Schule aufgegeben, Hilfsschulen und Gehobene Züge an den Volksschule für begabte Schüler eingerichtet sowie das Berufsschulwesen ausgebaut.
1920 hatte der fortschrittliche Lehrerverein, der im Überseemuseum tagte, 704 Mitglieder, darunter 51 Lehrerinnen. 1933 wurde der Verein aufgelöst.
Trotz der ersten Reformen hat sich in den 1920er Jahren die Unterrichtsform noch wenig verändert: Frontalunterricht und Pauken bleiben. Die Deutsche Kurrentschrift (Deutsche Schreibschrift) war zu Beginn des 20. Jahrhunderts Standard. Die lateinische Schrift wurde in den Fibeln eingeführt. Um den Kindern das Schreibenlernen zu erleichtern wurde die Blockschrift und die deutsche Sütterlinschrift (später deutsche Volksschrift) bei den jüngeren Schülern in Bremen eingeführt und 1940 wieder abgeschafft.
 
Der Religionsunterricht, der schon vor 1914 überkonfessionell war, wandelt sich zum Fach Biblische Geschichte, dessen Teilnahme in Bremen freiwillig ist; nicht so in den anderen deutschen Reichsländern.

#### Nationalsozialismus

##### Gleichschaltung
Im Nationalsozialismus wurden am 16. März 1933 bereits 44 kommunistische und sozialdemokratische Lehrer entlassen sowie ein Oberschulrat und mehrere Mitarbeiter der Schulbehörde. Schulleiter verloren ihre Leitungsfunktionen und Lehrer wurden strafversetzt. So mussten unter anderem Carl Dietz (DVP), Christian Paulmann (SPD) und Oskar Drees (SPD) in dieser Zeit aus dem Dienst scheiden. Im März und April 1933 wurde die Bremer Lehrerzeitung verboten, der Bremische Lehrerbund in den NS-Lehrerbund (NSLB) überführt und der Bremer Lehrerverein erhielt ein NSDAP-Mitglied zum Vorsitzenden. Die drei Versuchsschulen verloren ihren besonderen Auftrag. Heinrich Scharrelmann, seit 1931 beim NS-Lehrerbund, wurde von Bürgermeister Richard Markert (NSDAP) zum Fachberater für die NS-Reformen ernannt; war dieses aber nur für kurze Zeit. Zuständiger Senator war bis 1945 Richard von Hoff (NSDAP), Dr. Seidler (NSDAP) sein engster Vertrauter und Karl Kunze (anfänglich Parteilos) sein Landesschulrat. Nur 52 Lehrer (= 3 %) waren 1933 NSDAP-Mitglieder; 1937 sollten es 633 Lehrer sein. Bis Ende 1934 nahmen dann viele NS-Pädagogen wichtige Positionen als Ober- und Bezirksschulräte in der Schulverwaltung und als Schulleiter ein.

##### Neue Regeln
Im Mai 1933 erfolgte die gesetzliche Regelung, dass alle beschäftigungslosen männlichen Jugendlichen Fortbildungs- oder Fachunterricht erhielten. 1934 wurden eine Berufsschule für Hauswirtschaft, eine Kaufmannsschule, eine Handelsschule in Vegesack und eine Verwaltungsakademie eingerichtet. Neue Schulbücher wie das Reichslesebuch und das Geschichtsbuch Volk und Führer und umgeschulte Lehrer vermittelten die NS-Ideologie. Seit dem Juli 1933 war der Hitlergruß Pflicht, ab 1934 fand die regelmäßige Flaggenehrung statt, Hitlerreden wurden durch Lautsprecher gesendet, „große nationalpolitische Filme“ gezeigt, Wochensprüche der Bewegung verkündet und häufig nationale Feiern, wie auch den Staatsjugendtag, in der Schule abgehalten.
Neuerungen kamen 1934 mit dem Modelflugzeugbau an Knabenschulen, der Förderung der Schullandheime, 1935 mit der Einführung eines Landjahres mit dem Motto „Verbindung mit der Mutter Erde“ für Schulabgänger ohne Lehrstelle, 1936 mit dem vierten Berufsschuljahr und mit dem Ausbau der staatlichen Frauenfachschule. In Hamburg und Oldenburg erfolgte die Einrichtung von Hochschulen für Lehrerbildung mit einer Ausbildung von vier Semestern. Lebenskunde mit der Rassenkunde hieß ab 1935 das Fach Biologie in den oberen Klassen; Bevölkerungspolitik, Familienforschung und Ahnenpaß gehörten zum Unterricht. Die
Plattdeutschen Sprache sollte durch Unterrichtsstunden gepflegt werden und der Besuch der Stedinger-Festspiele für Schulklasse war fast Pflicht.

##### Höhere Schulen
1936 wurde Englisch zur ersten Fremdsprache im Lehrplan. 1937 erhielten durch Erlass des Reichsministers für Wissenschaft, Erziehung und Volksbildung die Gymnasien die im Reich einheitliche Bezeichnung Oberschule. Nur die altsprachlichen Gymnasien wie das Alte Gymnasium in Bremen behielten ihren Namen. Die achtzig Jahre alte Schule und das fünfzig Jahre alte altsprachliche Bremerhavener Gymnasium an der heutigen Grazer Straße wurde jedoch auch 1938 in Bürgermeister-Smidt-Schule, Oberschule für Jungen in Bremerhaven umbenannt und mit der Realschule dieser Doppelschule vereinigt (heute Lloyd-Gymnasium).
1938 erhielten die Oberschulen einen Namenspatron wie Horst Wessel, Kolonialist Carl Peters, General Lettow-Vorbeck, Kapitän Paul König, Afrikaforscher Rohlfs oder Kolonialkaufmann Lüderitz sowie Bremer Persönlichkeiten wie den Astronomen Olbers, Bürgermeister Smidt und Schulgründer wie Kippenberg, Ida Janson, Anna Schomburg, Anna Vietor und Marie Roselius.

##### Privatschulen
Die in den 1930er Jahren noch bestehenden drei kirchlichen Privatschulen standen unter strenger Staatsaufsicht. Der kirchenfeindliche Bürgermeister Böhmcker erreichte durch politischen und finanziellen Druck, dass die beiden katholischen Schulen 1938 staatlich wurden.

##### Erwachsenenbildung
1941 erfolgte die Zusammenfassung und Vereinheitlichung der Erwachsenenbildung als Volksbildungsstätte. Eine Arbeitsgemeinschaft fasste die Aktivitäten von Wittheit, Goethe-Bund Bremen, Union, Die Maus, Kraft durch Freude (KdF) und Reinhold-Muchow-Schule unter Führung von Hinrich Knittermeyer zusammen.

##### Schulwesen im Krieg
Während des Zweiten Weltkriegs mussten die Schulen viele Schwierigkeiten bewältigen. Schüler der Oberklassen absolvierten zunehmend das Notabitur, um dann Soldaten zu werden. Schüler mussten statt Unterricht Hilfsdienste für die Hitlerjugend (HJ) leisten und Wach- und Botendienste für Polizei und Partei und für die Wehrmacht als HJ-Marinehelfer und Flakhelfer.
Es erfolgte 1941 eine Einstellung der Lehrerausbildung. Der Schulbeginn wurde nach den Sommerferien verlegt. Fliegeralarme unterbrachen den Schulalltag. Ausgebombte Schulen führten zu erheblichen Raumproblemen. 40 Prozent der männlichen Lehrer dienten im Krieg und Junglehrerinnen konnten nur teilweise die Ausfälle ersetzten. Der Unterrichtsausfall soll 1941/43 über 30 Prozent gelegen haben und er erhöhte sich 1944/45 auf 50 bis 70 Prozent. Eine zunehmende Verwahrlosung der Jugendlichen war zu beobachten.
Kinderlandverschickung: Seit 1940, verstärkt seit 1941/42, mussten Kinder zunehmend aus dem bombenbedrohten Bremen evakuiert werden. Die kriegsbedingte Kinderlandverschickung (KLV) wurde 1940/41 zunächst von den Eltern zurückhaltend angenommen. Im Januar 1941 verließen 500 Kinder Bremen um im Gau Salzburg für ein halbes Jahr untergebracht zu werden. Drei weitere Transporte nach Oberbayern folgten. So wurden 1941/42 um die 4500 Kinder verschickt. Ein geregelter Unterricht war nicht mehr möglich. Im August 1943 erfolgte die Evakuierung von ganzen Schulen mit den jüngeren Jahrgängen durch 26 Sonderzüge nach Sachsen, Kurhessen und Weser-Ems. Als Sachsen vor der Besetzung stand, war der Rücktransport gefährlich und schwierig und er erfolgte auch ohne Zustimmung der HJ. Im März 1945 waren 4000 Kinder wieder in Bremen. Ende März 1945 erfolgte die Rückführung der weiteren 700 Kinder aus Sachsen und aus den fünf KVL-Lagern in Kurhessen.
Im Kriegsdienst: 1943 dienten über 500 und 1944 schon 1150 Jugendliche der Jahrgänge 1926 bis 1928 bei militärischen Einsätzen für die Flak als Luftwaffenhelfer. Nach der 7. Klasse erhielten diese Schüler einen Reifevermerk und es erfolgte dann der Dienst beim Reichsarbeitsdienst und danach bei der Wehrmacht. Ende 1944 mussten Schanzarbeiten um Bremen von Schülern geleistet werden. In Volkssturm und Wehrmacht wurden zudem die Jugendlichen der Jahrgänge 1925 bis 1928 eingesetzt.

### Nach 1945 bis 1975

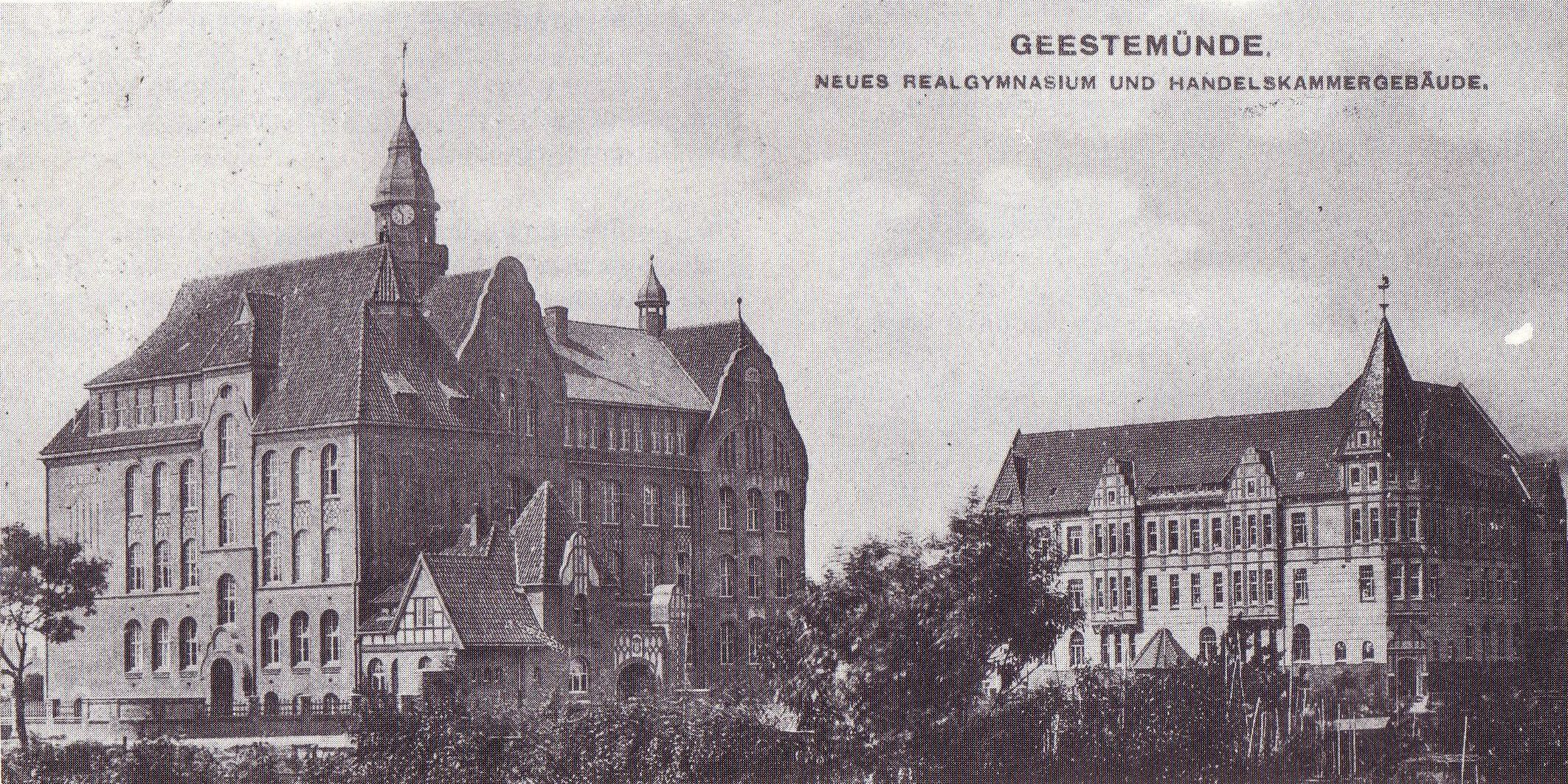
Wilhelm-Raabe-Schule in Bremerhaven, Gebäude von 1915

#### Neuer Anfang
Nach dem Zweiten Weltkrieg musste inmitten der Trümmer alte Schulgebäude saniert, neue Schule gebaut und die Schulbetrieben in Gang gesetzt werden. Von 2130 Klassenräumen bestanden nach dem Krieg nur noch 452 Räume. Zum Senator für Schulen und Erziehung wurde am 6. Juni 1945 Christian Paulmann (SPD) von der amerikanischen Militärregierung eingesetzt. Die Behörden für Kunst und Wissenschaft wurden im August 1946 angegliedert.
Der wieder gegründete Lehrerverein wählte von 1946 bis 1952 den Pädagogen, Gewerkschafter und Politiker Paul Goosmann (SPD) zum Vorsitzenden. Schulreformer wie Goosmann, Christian Paulmann (SPD), Hans Warninghoff (SPD) und Friedrich Aevermann (SPD) bestimmten den neuen Kurs. Der Verein schloss sich 1948 dem Deutschen Gewerkschaftsbund (DGB) und der Gewerkschaft Erziehung und Wissenschaft (GEW) an.
1950 tritt ein Gesetz zur Großen Schulreform in Kraft, mit
- der sechsjährigen Grundschule,
- der Oberschule mit verschiedenen Zweigen (A bis D),
- der Mitbestimmung der Eltern und einer kollegialen Schulleitung,
- dem Möglichkeiten zum Gruppen- und Arbeitsunterricht,
- dem Gemeinschaftskunde unterricht und
- dem gemeinsamen Unterricht von Mädchen und Jungen (Koedukation).

##### Allgemeinbildende Schulen
Nach 1945 blieb es weitgehend bei dem Schulsystem aus Hauptschule (vorher Volksschule), Mittelschule und Oberschule sowie den Sonder- und Hilfsschulen. Die von den Schulreformern angestrebte Einheitsschule setzt sich nicht durch, die Forderungen danach aber blieben.
Große Klassen, überforderte Lehrer, Raummangel und zumeist desolate Schulen und Klassenräumen prägten das Bild des Neubeginns. 1945/46 gab es für die Volksschulen nur 251 und für die höheren Schule 50 Klassenräume. Binnend eines Jahres konnten 274 Räume für die Volksschulen und 80 für die höheren Schulen hergerichtet werden; der Raummangel war aber noch groß. Über 10.000 erforderliche Schulstunden fielen 1946 aus.
Grundschule: Die Grundschulen – noch mit der Hauptschule vereinigt – erhielten zunehmend ihre Selbstständigkeit und ab 1950 erhielten sie durchgehend ihre Selbständig.

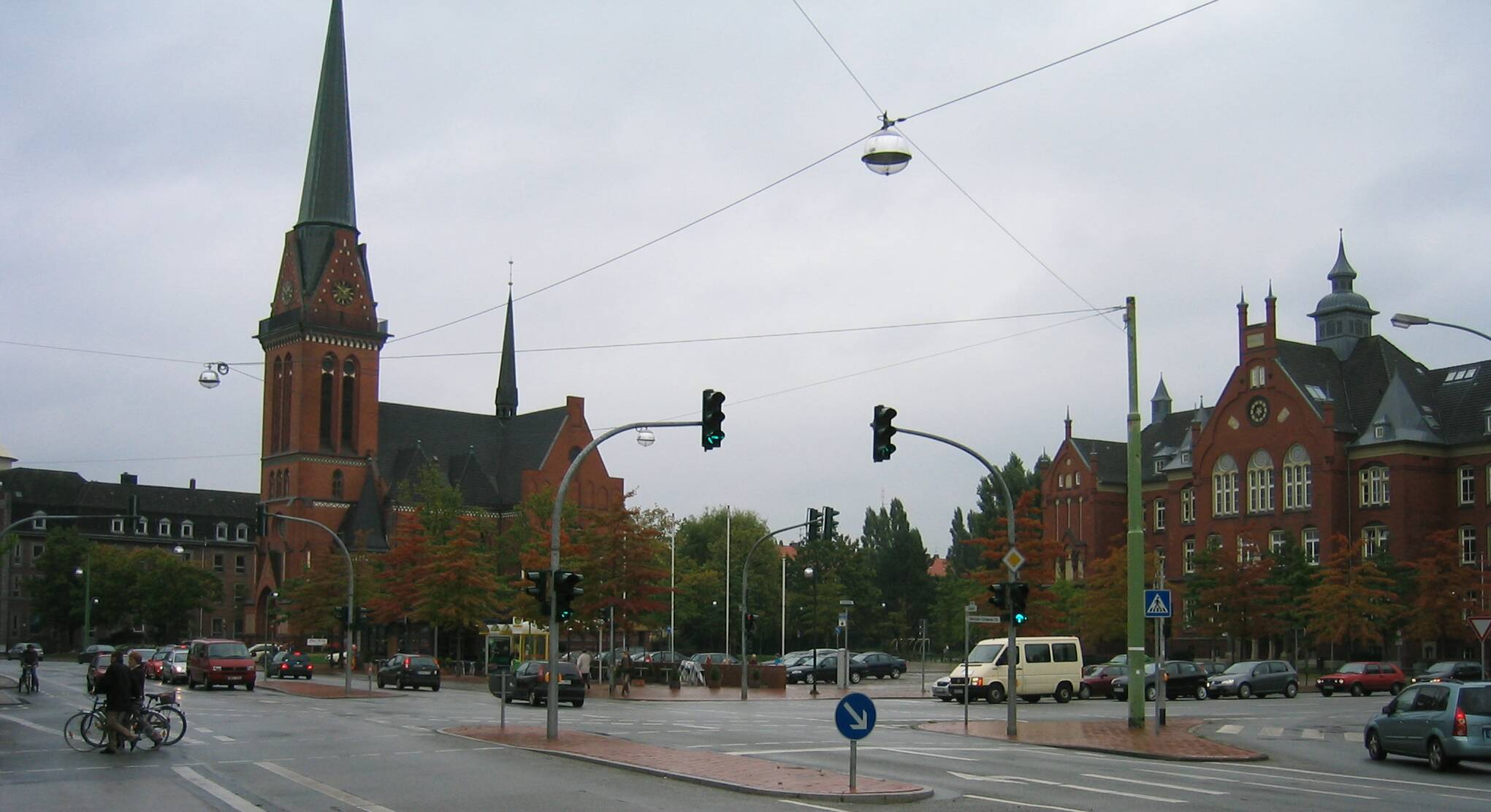
Bremerhaven-Lehe: Ernst-Reuter-Platz mit Pauluskirche und Lessingschule

Die Oberschulen (anfänglich auch Volksoberschulen genannt) erhielten die Zweige

A bzw. später H = Hauptschule,

B bzw. M = Mittelschule,

C = Wirtschaftsoberschule und

D bzw. G = Gymnasium.

Es bestanden nun additive Gesamtschulen, vor allem in Bremerhaven konnte sich dieses System mit der Humboldt-, Körner-, Lessing-, Pestalozzi-, Theodor-Storm- und Wilhelm-Raabe-Schule bis 1974/75 bzw. 1976 halten.
1955 strebten die Bundesländer mit dem Düsseldorfer Abkommen die Vereinheitlichung im deutschen Schulwesen an. Deshalb wurde 1957 das Bremer Schulgesetz von 1950 geändert. Die sechsjährige Grundschulpflicht ließ Ausnahmen zu und die Bezeichnungen der Schulzweige (A–D) änderte sich (s.o). 1959 wurde ein neuntes Pflichtschuljahr für die Hauptschule eingeführt
Das Abendgymnasium  wurden 1947 in Bremen in der Schule an der Hamburger Straße eingerichtet. Der Unterricht in Klassen mit bis zu 20 Schülern fand durch neben- dann später hauptamtliche Lehrer dieser Schule nach Feierabend statt. 1957 wurde dazu die die Abendrealschule eingerichtet. 1995/96 zog die 1988 zusammengefasste Schule in das Berufsbildungszentrum Bremen (BBZ) um.

##### Bremer Volkshochschule
Im Oktober 1946 entstand auf Weisung der amerikanischen Militärregierung eine öffentliche Jugendvolkshochschule in Bremen. In November 1946 wurde eine Zweigstelle in Bremen-Nord eingerichtet. Daraus entwickelte sich die Bremer Volkshochschule mit (2018) neun Standorten.

##### Koedukation
Die Koedukation, der gemeinsame Unterrichtet von Mädchen und Jungen in den Oberschulen, wurde in Wesermünde bereits in den 1930er Jahren praktiziert (z. B. Humboldtschule) und 1950 allgemein eingeführt und schrittweise realisiert: Ab 1950 u. a. Gymnasium an der Hamburger Straße in Bremen, Schule am Leibnizplatz in Bremen, Lessingschule (Bremerhaven) oder Wilhelm-Raabe-Schule (Bremerhaven), ab 1955 an der Stormschule und der Pestalozzischule in Bremerhaven, ab 1956 Gerhard-Rohlfs-Oberschule in Bremen-Nord, ab 1963 Lyzeum an der Kleinen Helle in Bremen und erst 1971 am früheren Lyzeum dem Kippenberg-Gymnasium in Bremen.

##### Lehrerausbildung

###### PS, PH und Uni
Unbelastete, von den Nationalsozialisten entlassene Lehrer, wurden eingestellt, konnten aber nicht den großen Lehrermangel ausgleichen. Ein provisorisches Pädagogisches Seminar bildete ab Dezember 1945 neue Lehrer in sehr verkürzter Studiendauer aus, bis im Sommer 1947 dann die neu gegründete Pädagogische Hochschule Bremen das Pädagogikstudium übernahm. Die Pädagogische Hochschule wurde 1971 bis 1973 in die neu gegründete Universität Bremen eingegliedert; zunächst als Studienbereich 6: Sozialpädagogik, Diplompädagogik, Erziehungswissenschaftliche und aktuell (2011) als Fachbereich 12: Erziehungs- und Bildungswissenschaften.

###### LASL
Das Landesamt für Schulpraxis und Lehrerprüfung (LASL) war seit 1953 zunächst in der Humboldtstraße als Pädagogische Arbeitsstelle für die Fortbildung von Lehrern eingerichtet worden, hieß dann Schulpraktisches Institut und dann LASL. Es wurde zum Grünen Weg verlegt und kam 1998 in das Seminar- und Forschungsgebäude der Universität Bremen.

###### WIS und LIS
Für die Studienreferendare der höheren Schulen gab es seit Februar 1946 ein Studienseminar in der Schule Helgolander Straße, dann in der Schule Kleine Helle, danach Knochenhauer Straße, dann Pieperstraße (Bremen) und dann Faulenstraße. Seit den 1970er Jahren hieß das Studienseminar Wissenschaftliches Institut für Schulpraxis (WIS) und seit 1998 Landesinstitut für Schule (LIS), das sich Am Weidedamm 20 befindet.
Am 20. April 1970 wurde das Schulpraktische Institut an der Stormstraße in Bremerhaven-Lehe eröffnet.

Das Landesinstitut für Schule (LIS) in Bremen von 1998 unterhält nunmehr eine Außenstelle Bremerhaven, an der Deichstraße in Bremerhaven-Mitte.

### Schulreformen ab 1975
1971 wurde ein Bremer Schulentwicklungsplan verabschiedet und 1975 folgte ein neues Bremer Schulgesetz. Das Schulsystem sah nun vor
- die vierjährige Grundstufe (Primärbereich)
- die sechsjährige Sekundarstufe in verschiedenen Schularten mit
  - der zweijährigen Orientierungsstufe (Klasse 5 und 6) und
  - der vierjährigen Sekundarstufe I (Klasse 7–10 Klasse) sowie
- die darauf aufbauende Sekundarstufe II mit Abitur und Fachschulreife

Neue Regeln bestimmen die Zusammenarbeit von Schule, Schülern (Mitbestimmung), Lehrern und Eltern. Es mussten etwa 25 alte Schulen geschlossen werden. Dafür wurden einige neue Schulen gebaut, um die Schulstrukturen zu modernisieren.

#### Gesamtschule
Ab 1970 konnte die Gesamtschule als Regelschule durch die Reformer an einigen Standorten durchgesetzt werden wie an der Gesamtschule Bremen-West an der Lissaer Straße, der Gesamtschule Bremen-Ost an der Walliser Straße, am Schulverbund Lesum und für die Gesamtschule für Sozialpädagogik Am Weidedamm 20. Die Gesamtschule Bremen Mitte (GSM) der Sekundarstufe I an der Hemelinger Straße und der Brokstraße im Steintor in Bremen wurde 1988/89 auf Wunsch von Eltern und Lehrern gegründet.

#### Sekundarbereich I
Ab 1976/77 war die Sekundarstufe I in Bremen mit den Schulstufen der mittleren Bildung einem mehrfachen Wandel unterzogen. Schulzentren entstanden und veränderte Schulformen wurden eingeführt. Nach der vierjährigen Grundschule gliederte sich der Sekundarbereich I (Sek. I) von Klasse 5 und 6 in eine Orientierungsstufe, der der differenzierte Unterricht von Klasse 7 bis 9 bzw. 10 folgte. In den dann teilweise folgenden Integrierten Stadtteilschulen (IS) wurden Hauptschule, Realschule und die mittlere Stufe des gymnasialen Schulbereichs zusammengeführt und teilweise integriert.
Ganztagsschulen entstanden und der bei den Grundschulen eingeführte Begriff der Verlässlichen Schule fand auch bei einigen Sek. I – Schulen Anwendung. Die Sek. I – Schulen begannen mit dem Aufbau einer Kooperation mit einer ihnen zugeordneten Sek. II – Schule oder einem Gymnasium.
1979 wurde das freiwillige zehnte Hauptschuljahr eingeführt. Es soll in Fächern wie Arbeitslehre, technisches Werken, Chemie und Physik der Berufsorientierung dienen.

#### Sekundarbereich II
Nach dem Abschluss an der Sekundarstufe I folgte die Sekundarstufe II. Es gab in Bremen weiterhin die durchgängigen Gymnasien von Klasse 5 bis 13, teilweise auch in den Schulzentren für den Sekundarbereich II enthalten.
Ab der Mitte der 1970er Jahre wurde auch der Bereich der Sekundarstufe II reformiert. Verschiedene Gymnasiale Oberstufe und beruflichen Lehranstalten wurden in Schulzentren konzentriert.
In Bremen erfolgte das in Schulzentren des Sekundarbereichs II u. a. in
- Blumenthal, SZ Blumenthal, Eggestedter Straße
- Burg-Grambke, SZ Alwin-Lonke-Straße
- Huchting (aufgelöst nur gemeinsamer Standort)
- Lesum, SZ an der Bördestraße
- Neue Vahr SZ Im Holter Feld (1975 erbaut, 2001 geschlossen)
- Osterholz-Tenever (aufgelöst nur gemeinsamer Standort)
- Walle, SZ Walle, Lange Reihe 81
- Walle, SZ am Rübekamp

In Bremerhaven wurden aus den Oberstufen von fünf bestehenden Oberschulen und verschiedenen Berufsschulen drei neue Schulzentren der Oberstufe mit der Gymnasiale Oberstufe und den Berufsschulen gebildet:
- Das Schulzentrum am Bürgerpark in Geestemünde in einem Neubau von 1975/76 (seit 1988 Schulzentrum Carl von Ossietzky (SZ CvO)) mit den Gewerblichen Lehranstalten Bürgerpark und der von Mitte (Grazer Straße).
- Das Schulzentrum Bürgermeister Smidt in Mitte in drei vorhandenen Gebäuden an der Grazer-, Bogen- und Zeppelinstraße mit der Kaufmännischen Lehranstalt.
- Die Geschwister-Scholl-Schule in Lehe mit der Hauswirtschaftlichen Lehranstalt.[9][10]

#### Berufsschulen

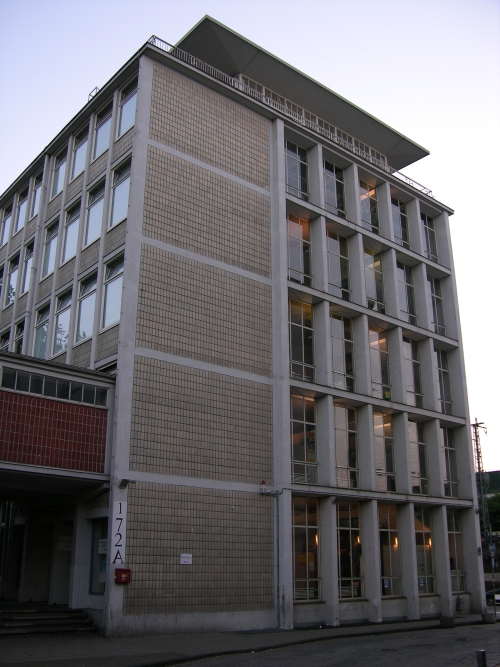
Berufsbildungszentrum Bremen, Block A, heute Erwachsenenschule Bremen

Durch den Krieg waren von den 580 Klassenräume 429 zerstört worden. Zu den vorhanden 151 Klassenräumen konnten bis etwa Ende 1946 weitere 36 Räume hergerichtet werden. Die Raumnot war katastrophal.
Das Berufsschulsystem musste nach 1945 erheblich ausgebaut werden, mit der Berufsschule für Handel, Handwerk, Gewerbe und Hauswirtschaft sowie den Berufsfachschulen und den verschiedenen Fachschulen.
Das Berufsbildungszentrum Bremen (BBZ) in Bremen-Mitte wurde von 1952 bis 1954 nach Plänen von Hans Krajewski vom Hochbauamt Bremen gebaut, um die erste Schulraumnot zu lindern.

#### Handels- und Höhere Handelsschule
Die im Krieg ausgebombte Handelsschule wurde 1946 an verschiedenen Standorten als Berufsschulen für den Großhandel, für den Einzelhandel und für Bürolehrlinge geführt. 1962 entstand wieder die selbstständige Handelsschule, in einem Gebäude an der Grenzstraße in Walle. Sie wurde danach weiter ausgebaut und 1974 erhielt die Abteilung Höhere Handelsschule eine gymnasiale Oberstufe. 1999 fusionierten die Handels- und Höhere Handelsschule und die Kaufmännische Berufsschule für Kreditwesen in Huckelriede zu einem Schulzentrum der Sekundarstufe II an der Grenzstraße mit den Abteilungen Handels- und Höhere Handelsschule sowie Kaufmännische Berufsschule für Kreditinstitute, Versicherungen und Industrie. Die gymnasiale Oberstufe wurde ab 2000 als Berufliches Gymnasium für Wirtschaft (BGy) geführt.

#### Schulbau
Nach der Wiederherstellung der kriegsbeschädigten Schulen wurden vor allem in den 1960er und 1970er Jahren und in den großen Neubauvierteln viele neue Schulen gebaut, geplant unter anderem von Architekten wie Hermann Brede, Hans Krajewski, Ludwig Almstadt oder Werner Glade. Die Gesamtschulen Ost und West waren groß und unübersichtlich.
Bis 1975 entstand in Bremerhaven-Geestemünde das Schulzentrum am Bürgerpark (heute Schulzentrum Carl von Ossietzky (SZ CvO)), entworfen von Helmut Bohnsack, das mit 4200 Schülern zur größten Schule in Bremerhaven und Bremen wurde.
Der Pädagoge und Historiker Schwarzwälder kennzeichnete 2003 die Situation in Bremen mit den Feststellungen: „Es ist unbestritten, daß es im Schulwesen seit dem Zweiten Weltkrieg eine Fülle von Verbesserungen gab. Es entstanden zahlreiche neue Schulgebäude, die Lehr- und Lernmittelversorgung besserte sich, die Klassenfrequenzen verringerten sich usw. […] Der Umgangston in den Schulen wurde zwar freier, aber auch rüder und die Zahl der Gewalttaten nahm zu. […] Eine besondere Herausforderung war die Integration einer wachsenden Zahl ausländischer Kinder in zahlreichen Schulen.“

#### Ganztagsschulen
Seit den 1980er Jahren wurden zunehmend Ganztagsschulen eingerichtet. 2007/08 gab es im Land Bremen 48 Ganztagsschulen (= 33 %), davon 38 in Bremen (= 33 %) und 10 in Bremerhaven (= 33 %) sowie davon 19 im Primarbereich (= 19 %), 11 an Schulzentren (= 44 %), 12 an Gesamtschulen (= 75 %), 2 an Gymnasien (= 22 %), 3 an Förderzentren (= 15 %) und 1 an Privatschulen.
In Ganztagsschulen soll die Lernzeit durchgängig
rhythmisiert werden. Die vormittäglichen und nachmittäglichen Aktivitäten der Schüler sollen in einem Zusammenhang stehen. Es gibt Schulen die als Ganzes (gebundene Form) oder nur für einzelne Klassenverbände (teilgebundene Form) als Ganztagsschule einrichtet wurden. Die Lernzeit an mindestens drei Wochentagen soll täglich mindestens sieben Zeitstunden betragen. Für die Schüler ist eine Mittagspause von mindestens 45 Minuten vorzusehen, wenn der Unterricht am Tage länger als
6 Unterrichtsstunden dauert. Ergänzende Lern- und Betreuungsangebote wurden durch zusätzliches Personal bereitgestellt.
Auch mit der Förderung des Bundes durch das Investitionsprogramm „Zukunft Bildung und Betreuung“ (IZBB) 2003–2009 konnte im Land Bremen der Betrieb für die Ganztagsschule verbessert werden. Maßnahmen zur Verbesserung der Schulqualität wurden schon zum Teil davor umgesetzt oder durch das Programm auf den Weg gebracht um durch den Ausbau der verbindlichen Ganztagsangebote an Grundschulen und an Sek – I – Schulen die Schule als sozialen Ort zu stärken.

#### Schulgesetze 1994 und 2005
Durch das Schulgesetz von 1994 wurde die Eigenständigkeit der Schulen gestärkt, Schulinspektionen eingeführt, neue durchgängige Gymnasien erhalten oder neu gegründet und die integrierten Stadtteilschulen als Gesamtschulen etabliert.
2005 regelte das Schulgesetz das Auslaufen der Orientierungsstufe, das Abitur nach acht Jahren wurde eingeführt, der Zusammenschluss von Haupt- und Realschulen realisiert und die sechsjährige Grundschule als Schulversuch ermöglicht.

#### Oberschule in Bremen
Die Oberschule in Bremen entstand nach dem Schulgesetz von 2009, als das allgemeinbildende staatliche Schulsystem in Bremen zu einem zweigliedrigen System umgegliedert wurde. Das Schulsystem besteht danach aus den Stufen Grundschule sowie den Oberschulen (zumeist bis Klasse 10 bzw. Klasse 13) und Gymnasien (bis Klasse 12). Bis zum 1. August 2011 sollten sich in Bremen alle Schulzentren, Stadtteilschulen und Gesamtschulen jahrgangsweise in Oberschulen umwandeln.
Im Land Bremen gibt es neben den neun Gymnasien 41 Oberschulen (Stand 2014), davon neun in Bremerhaven.

##### Berufliche Fachoberschulen (FOS)
Nach dem Realschulabschluss gibt es verschiedene Möglichkeiten, das Abitur zu erwerben. Absolventen können Doppelqualifizierende Bildungsgänge oder das Berufliche Gymnasium besuchen. Sie können aber auch die Fachoberschule (FOS) besuchen, die zur Fachhochschulreife führt und der sich die Berufsoberschule anschließt, mit deren Abschluss man auch die allgemeine Hochschulreife erhält.
Im Land Bremen gibt es ca. neun Fachoberschulen (Stand November 2011) davon vier in Bremerhaven.

#### Offene Schule
Die Offene Ganztagsschule bietet ein kostenloses Bildungs- und Betreuungsangebot an fünf Tagen in der Woche von 8 bis 16 Uhr an.
Seit 2003/04 wurden in der Stadtgemeinde Bremen von 74 Grundschulen 18 als gebundene Ganztagsgrundschulen eingerichtet. Ab 2012/13 sollen 13 weitere Standorte als offene bzw. gebundene Ganztagsschule hinzukommen.

#### Inklusion
Mit Inklusion (Einbeziehung) wird der pädagogische Ansatz einer Reform in Bremen bezeichnet, bei der beginnend ab 2010/11 Kinder mit und ohne Behinderung mit einem speziellen Förderbedarf gemeinsam unterrichtet werden. 2012/13 haben 30 Grundschulen eigene Zentren für unterstützende Pädagogik (ZuP) und 44 Grundschulen sind in 21 ZuP-Verbünden organisiert. An 30 Oberschulen wurde mit der sonderpädagogischem Förderung begonnen.

### Schulabschlüsse
2015 hatten 7386 Bremer Jugendlichen folgende Schulabschlüsse:
- Ohne Berufsbildungsreife: 447 (6,1 %)
- Einfache Berufsbildungsreife oder erweiterte Berufsbildungsreife: 1295 (17,5 %)
- Mittlerer Schulabschluss: 2711 (36,7 %)
- Abitur: 2933 (39,7 %)

2016 werden von voraussichtlich 3532 Bremer Abiturienten 1876 Frauen (53 %) und 1656 Männer (47 %) sein. Davon kommen 2769 von Gymnasien und Oberschulen, 344 von Privatschulen, 321 von Beruflichen Gymnasien und 98 von Abendschulen.

## Aktuelles Schulsystem

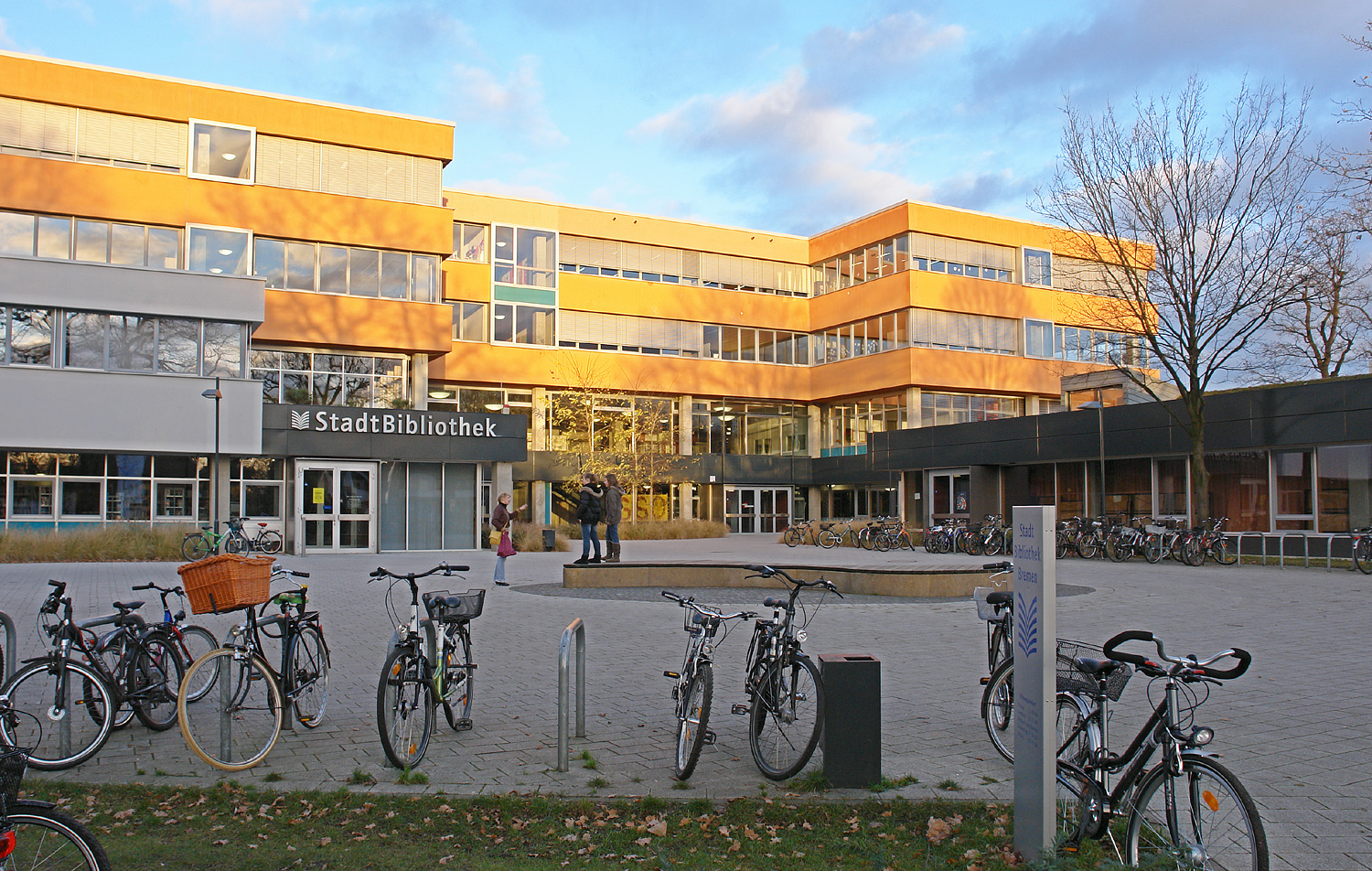
Gesamtschule Bremen-Ost

Das allgemeinbildende staatliche Schulsystem in Bremen wurde 2010 zu einem zweigliedrigen System umgegliedert. Nach der Grundschule gibt es zwei weiterführende Schulen im allgemeinbildenden Bereich: Gymnasium und Oberschule. Beide Schularten sind gleichwertig. Das Gymnasium ermöglicht das Abitur nach 12 Jahren, die Oberschule nach 13 Jahren, einige Oberschulen zusätzlich auch nach 12 Jahren. Das Abitur kann auch an einigen der berufsbildenden Schulen abgelegt werden.
- Grundschulen (Primarstufe) von Klasse 1 bis 4
- Oberschulen in Bremen mit der
  - Berufsbildungsreife (BBR) nach Klasse 10
  - Mittleren Schulabschluss (MSA) nach Klasse 10
  - Fachhochschulreife (FHR) nach Klasse 12
  - Abitur nach Klasse 13 (Regel)
  - Abitur nach Klasse 12 (möglich)
- Gymnasien
  - mit dem Abitur nach Klasse 12
  - aber auch mit BBR, MSA und FHR.

Es gibt aktuell (Stand 2015)
- In Bremen
  - 74 Grundschulen, davon eine mit einem Sonderprofil
  - 18 Förderzentren zumeist an verschiedenen Grundschulen
  - 33 Oberschulen (mit den Gesamtschulen; 2024: 38 ObSch.[16])
    - davon 9 vom 5. bis zum 13. Jahrgang (Stand 2017)

  - 6 Fachoberschulen (FOS)
  - 8 Gymnasien in Süd: Huchting (Alexander-von-Humboldt Gymnasium) und Kattenturm (Links der Weser); Mitte/Vorstadt: Altes Gmnasium, Schwachhausen mit Böse- und Kippenberg-Gymnasium, Steintor (Hamburger-Straße); Ost: Horn und Nord: Vegesack
  - 5 Schulzentren des Sekundarbereiches II mit Gymnasium und Berufsschule (Blumenthal, Burg-Gramke, Lesum, Walle (zwei))
  - 11 Berufliche Schulen für Allgemeines bzw. für den Sekundarbereich II sowie u. a. für Assistentenausbildung, für gestalterisches Gewerbe, für Groß- und Außenhandel und Verkehr, für Metalltechnik, für Technik, für Hauswirtschaft und Sozialpädagogik, für Handel und Wirtschaft.
  - 13 allgemeinbildende Schulen in freier Trägerschaft
  - 19 berufliche Schulen in freier Trägerschaft
  - 1 Erwachsenenschule (Schulzentrum für Erwachsene) in Mitte

- In Bremerhaven
  - 17 Grundschulen
  - 3 Förderzentren
  - 10 Oberschulen
  - 4 Fachoberschulen (FOS)
  - 4 Gymnasien als Oberstufe in Geestemünde und Mitte (3)
  - 1 durchgängiges Gymnasium
  - 3 Berufsschulen
  - 1 Abendschule

Die Förderzentren im allgemeinen Schulwesen haben die Aufgabe, eine auf die individuelle Problemlage und Behinderung von Schülern ausgerichtete Betreuung, Erziehung und Unterrichtung anzubieten (Lernen, Sprache und Verhalten; Wahrnehmung und Entwicklung, Soziale und emotionale Entwicklung, Körperliche und motorische Entwicklung, Hören, Sehen, Kranke)
Zudem bestehen noch
- Werkschulen, die von Klasse 9 bis 11 an die Oberschule anschließen mit der BBR.
- Erwachsenenschule Bremen (EWS) mit dem 2. Bildungsweg für geeignete Berufstätige, die die notwendigen Voraussetzungen erfüllen, bisher noch nicht erworbene Bildungsabschlüsse erwerben.

Auslaufend und ersetzt durch die Oberschule sind die
- zwei Gesamtschulen als Schulart, in der die Schüler aller Bildungsgänge gemeinsam unterrichtet werden.
- Sekundarschulen der Klassen 5 bis 10

2009 gab es in der Stadt Bremen rund 160 Schulen mit 2270 Klassen und rund 56.000 Schüler.
In Bremerhaven waren es 570 Klassen mit rund 13.000 Schülern und im Land Bremen 2840 Klassen mit 69.000 Schülern. Der Anteil der privaten Schüler lag bei 10 %.
Der Umbau des öffentlichen Schulwesens ist bis 2012 abgeschlossen worden. Er bestehen in Bremen 33 Oberschulen und acht Gymnasien. Die sonderpädagogische Unterstützung an allen Bremer Schulen durch Zentren für unterstützende Pädagogik (ZuP) erfolgt auch bis 2011.
2013 gibt es in der Stadt Bremen 67 Ganztagsschulen, darunter 27 von 33 Oberschulen, zwei von acht Gymnasien, 17 Schulen und zehn offene Ganztagsschulen.
2015 wurde die Lernplattform itslearning nach einer Evalulationsphase durch das Landesinstitut für Schule landesweit für die Schulen in Bremen und Bremerhaven eingeführt.

### Zahlen
Zahlen zu Schulen im Land Bremen für 2022

Allgemeinbildende Schulen hatten folgende Anzahl von Schülern:
| Schulart       | Anzahl |
| -------------- | ------ |
| Grundschulen   | 23.964 |
| Förderschulen  | 494    |
| Vorschule      | 18     |
| Waldorfschulen | 1.009  |
| Gesamtschulen  | 31.367 |
| Gymnasien      | 11.147 |
| Insgesamt      | 67.999 |

Schulentlassene im Jahr 2022:
| Abschluss                 | Anzahl |
| ------------------------- | ------ |
| ohne Hauptschulabschluss  | 612    |
| mit Hauptschulabschluss   | 1.389  |
| mit Realschulabschluss    | 2.122  |
| Allgemeine Hochschulreife | 2.452  |
| Insgesamt                 | 6.575  |

| Sonstige Zahlen              | 2022     |
| ---------------------------- | -------- |
| Lehrkräfte                   | 6.332    |
| Fehlende Lehrkräfte          | rund 100 |
| Unterrichtsstunden pro Woche | 121.498  |
| Studierende im Land Bremen   | 37.370   |

Die Angaben zu den Studierenden beziehen zwei Universitäten und sieben Hochschulen ein.

## Zuständige Behörden und Vereinigungen

### Land und Stadt Bremen
Zuständig war und ist für die staatlichen Angelegenheiten des Landes und die kommunalen Belange der Stadt Bremen seit 1945 als Behörde die Senatorin für das Bildungswesen bzw. Die Senatorin für Kinder und Bildung. Aktuell ist die Abteilung 2 – Bildung zuständig.

#### Senatoren
Christian Paulmann (SPD) (1945–1951), Willy Dehnkamp (SPD) (1951–1965), Moritz Thape (SPD) (1965–1979), Horst von Hassel (SPD) (1979–1983), Horst Werner Franke (SPD) (1983–1990), Henning Scherf (SPD) (1990–1995), Bringfriede Kahrs (SPD) (1995–1999), Willi Lemke (SPD) (1999–2007), Renate Jürgens-Pieper (SPD) (2007–2012) und Eva Quante-Brandt (SPD) (2012–2015), Claudia Bogedan (SPD) (2015–2021), Sascha Aulepp (SPD) (seit 2021).

#### Landesschulrat, Bildungsabteilung
Oberster Behördenvertreter für das Schulwesen war von 1919 bis 1993 der jeweilige Landesschulrat.
Landesschulräte waren unter anderem: Bohm ab 1919 bis 1932 ?, Karl Kurz von 1932 bis August 1945 sowie nach dem Zweiten Weltkrieg wieder ab 1950 Friedrich Aevermann (1950–1955), Alfred Buhl (1955–1962/63), Hans Warminghoff (1962/63–1969), Horst Banse um 1969–1980, Hans-Georg Mews (* 1931; † 2010) (1980–1992). Die Stelle eines pädagogischen Landesschulrats wurde danach nicht wieder besetzt. Stattdessen wurde ein Staatsrat zumeist als Jurist Vertreter des Senators; aktuell der Pädagoge Staatsrat Torsten Klieme (SPD).
In der Abteilung 2 – Bildung der Senatorischen Dienststelle werden alle fachlichen Bereiche zusammengefasst. Von 2003 bis 2013 leitete Senatsdirektorin Cornelia von Ilsemann. danach der Jurist Detlef von Lührte das von 2015 bis 2019 Michael Huesmann und danach Ursula Held diese Abteilung.

#### Landesinstitute
Zum Ressort des Bildungssenators gehört unter anderem das Landesinstitut für Schule (LIS), welches die Schulen im Land Bremen bei ihrer Entwicklung unterstützt und als Kompetenzzentrum fungiert. Zusätzlich zu seinen Aufgaben als Landesinstitut nimmt das LIS für die Stadtgemeinde Bremen kommunale Aufgaben im Bildungsbereich wahr.

#### Bürgerschaft
In der Bremischen Bürgerschaft befasst sich die Deputation für  Bildung und seit 2015 Deputation für Kinder und Bildung (Staatliche (Land) bzw. Städtische Deputation) mit dem Schulwesen.

### Seestadt Bremerhaven
In Bremerhaven ist für die kommunalen Aufgaben das Dezernat IV des Magistrats in Bremerhaven zuständig für u. a. das Schulamt, die Volkshochschule und die Schulischen Dienste. Das Schulamt verwaltet als kommunaler Schulträger die Schulangelegenheiten der Stadt: Schulaufsicht, Personal-, Schüler-, Haushaltsangelegenheiten, Schulentwicklungsplanung und Schulraumplanung. Die Schulischen Dienste sind zuständig für Lehrerfortbildung, Medienzentren der Schulen und für die psychologische Beratungsstelle.
Langjähriger Schul- und Kulturdezernent war von 1958 bis 1983 Alfons Tallert (SPD). Hauptamtlicher Dezernent war (2011) Stadtrat Dr. Rainer Paulenz (SPD) und ist Stadtrat Michael Frost.

### Weitere Vereinigungen
- Gewerkschaft Erziehung und Wissenschaft – GEW Bremen mit der BLZ (früher Bremer LehrerZeitung)
- Bremer Philologenverband im Deutschen Philologenverband (DPhV)
- Gesamtschüler*innenvertretung Bremen (GSV)
- Stadtschülerring (SSR) Bremerhaven

## Religionsunterricht in Bremen
Biblischer Geschichtsunterricht (BGU) erfolgt in Bremen an öffentlichen Schulen konfessionsunabhängig und ersetzt den konfessionell gebundenen Religionsunterricht in anderen Bundesländer.
Seit der Reformation gab es in der Stadt Bremen mehrheitlich die calvinistisch geprägten reformierten Kirchen, die im Streit mit dem Bremer Dom und dem die Stadt umgebenden Herzogtum Bremen standen, in dem die lutherischen Kirchen dominierten. Die Kinder von Calvinisten und Lutheranern wurden daher in den Schulen der Kirchspiele getrennt unterrichtet.
Der gemeinsame Unterricht hat seinen Ursprung in der Aufklärungspädagogik der Bürgerschule von 1799 durch die Pastoren Johann Ludwig Ewald und Johann Caspar Häfeli. In der ersten Hälfte des 19. Jahrhunderts wurde Bildung zunehmend zur Staatsaufgabe und schulpflichtig. Der konfessionsunabhängige Religionsunterricht mit biblischer Geschichte ohne Katechismusunterricht wurde dann um 1820 für die neuen Freischulen in Bremen übernommen und später auch von den Schulen der Kirchspiele.
Beim Bremer Schulstreit von 1905 bis 1907 protestierten die Lehrer gegen den staatlichen Religionsunterricht und die strenge Schulaufsicht durch den Schulinspektor Köppe, der durch häufige Hospitationen und „behördliche Glaubensprüfungen“ die Lehrer gegen sich aufbrachte. 1905 erschien eine Denkschrift Religionsunterricht oder nicht? mit dem Hauptargument, dass Religion Privatsache sei. Die maßgeblich an den Protesten beteiligten Lehrer Wilhelm Holzmeier, Fritz Gansberg und Wilhelm Scharrelmann wollte die Schulbehörde aus dem Schuldienst entfernen. Ihnen wurde 1907 ein Verweis und eine Geldstrafe auferlegt.
Nach dem Zweiten Weltkrieg wollte die parlamentarische Mehrheit (SPD, BVP) in Bremen an staatlichen Schulen Biblische Geschichte anbieten ohne Beteiligung der Kirchen. So wurde das dann 1947 in Art. 32 Abs. 1 („Die allgemeinbildenden öffentlichen Schulen sind Gemeinschaftsschulen mit bekenntnismäßig nicht gebundenem Unterricht in Biblischer Geschichte auf allgemein christlicher Grundlage.“) der Bremischen Landesverfassung festgelegt. 1948/49, bei der Ausarbeitung des Grundgesetzes, musste deshalb eine Ausnahme für Bremen von der Bestimmung des Art. 7 Abs. 3 Satz 1 GG („Der Religionsunterricht ist in den öffentlichen Schulen mit Ausnahme der bekenntnisfreien Schulen ordentliches Lehrfach.“) durch die so genannte Bremer Klausel in Art. 141 GG beschlossen werden.